# Réseau de bus de Sénart
Ne doit pas être confondu avec Keolis Seine Sénart.
Le réseau de bus de Sénart est un réseau de transports en commun par autobus circulant en Île-de-France, organisé par l'autorité organisatrice Île-de-France Mobilités et la communauté d'agglomération Grand Paris Sud. Il est exploité par le groupe Transdev à travers la société Transdev Sénart depuis le 1er janvier 2021.
Il se compose de 40 lignes qui desservent principalement le bassin de vie de Sénart, correspondant à l'est de la communauté d'agglomération Grand Paris Sud.

## Histoire
Le réseau de bus de Sénart est né sous le nom de Sénart Bus en 1987, puis fait l’objet d’une convention entre le syndicat d’agglomération nouvelle de Sénart et la société Transdev dès 1994.
En 2004, un audit a été lancé par le SAN de Sénart qui a révélé la complexité du réseau et la nécessité d’envisager des modifications pour aboutir à une meilleure adéquation entre l’offre de transport et les multiples besoins de déplacements de ce secteur en fort développement. Un projet de restructuration des lignes du réseau a donc été élaboré par le SAN en collaboration avec l’exploitant Transdev. La première phase de cette restructuration a été lancée le 28 novembre 2005 sur le secteur pilote de Lieusaint, Moissy-Cramayel et le nord de Savigny-le-Temple. Une seconde phase est mise en œuvre depuis septembre 2007 dans la commune de Combs-la-Ville. Une nouvelle liaison est également créée pour desservir un nouveau quartier de Cesson en direction de la gare RER.
À la suite de l'ouverture à la concurrence du réseau de bus francilien, 41 lignes des anciens réseaux de bus Sénart Bus, Sénart Express et la ligne 1 du T Zen ont intégré le nouveau réseau de bus de Sénart le 1er janvier 2021.

## Développement du réseau

### Réseau initial
Composé initialement de 20 lignes régulières, le réseau s’est progressivement étoffé pour répondre aux besoins de déplacements d’une population croissante et pour assurer des liaisons entre les quartiers nouvellement urbanisés et les gares.

### Restructuration du réseau dans les années 2000
De fin novembre 2005 à mi-décembre 2013, dans la ville nouvelle, une toute première grande, et longue réorganisation du réseau a été mise en place par l'établissement Transdev de Moissy-Cramayel (aujourd'hui devenu l'« établissement Transdev de Lieusaint ») car celui-ci ne répondait plus aux besoins des usagers et devenait trop compliqué. En effet, environ 30 % d'entre eux avaient exprimé leur mécontentement en jugeant la ville nouvelle de Sénart mal desservie par les transports en commun : selon les avis exprimés, certaines lignes avaient trop de variantes d'itinéraires, des fréquences approximatives, des lignes et des horaires devenus trop confus ainsi que des arrêts et des lignes peu ou pas fréquentés. L'objectif majeure de cette réorganisation du réseau était de faciliter les déplacements des sénartais et sénartaises dans une commune ou sur le territoire de la ville nouvelle de Sénart et de mettre en place au moins une ligne en circulation le dimanche et les jours fériés ainsi que d'augmenter l'amplitude de certaines lignes le soir. La réorganisation a concerné en très grande partie :
- le changement de la désignation de certaines lignes caractérisées par un numéro (par ex. : lignes 10, 11, 12, 13, 15, 20, 21, 22, 23, 24, 25, 26, 27, 30, 31, 33, 35, 40, 44, 60A, 60B, 60C, 109, 110, 122, 123, 126, 127, 128, 129, 131, 132, 135, 139, 172, 173, 174) qui sont maintenant identifiées par le nom d'une note de musique (par ex. : lignes DO, RE, MI, FA, SOL, LA, SI) ;
- l’augmentation de la fréquence des lignes (par ex. : ligne DO : 7:30 min ou 15 min aux heures de pointe et 30 min aux heures creuses ; ligne RE : 15 min aux heures de pointe et 30 min aux heures creuses ; ligne MI : 15 min aux heures de pointe et 30 min ou 60 min aux heures creuses ; ligne FA : fréquence moyenne de 30 min, etc.) ;
- l'amplitude également augmentée (par ex. : ligne DO : dernier service (minimum) à 22 h 00 ; ligne RE : dernier service (minimum) à 21 h 30 ; ligne MI : dernier service (minimum) à 21 h 00, etc.) ;
- la mise en service de la ligne DO#, puis quelques années plus tard, des lignes RE# et LA# fonctionnant toutes les trois, les dimanches et jours fériés, avec une fréquence d'un véhicule toutes les heures ;
- la mise en service d'une liaison Sénart ↔ Melun avec un bus par heure toute la journée du lundi au samedi : le Citalien ;
- la mise en service de la ligne T Zen 1 reliant la gare de Lieusaint - Moissy à la gare de Corbeil-Essonnes, de 5 h à 0 h ;
- la mise en service de la ligne CPSF (Centre pénitentiaire sud-francilien) reliant directement (sans arrêt) la gare de Savigny-le-Temple - Nandy au Centre pénitentiaire sud-francilien (CPSF) de Réau.

Depuis le début de cette grande réorganisation, les lignes de l'établissement se sont étoffées au fur et à mesure des années ainsi que des besoins des habitants de l'agglomération de Sénart. C'est pour cela que d'autres lignes ainsi que des « doubles-lignes » régulières désignées par des notes de musiques (ex : lignes DO-MI Combs, DO-MI Savigny, RE Boissénart, RE Combs, RE Lieusaint - Savigny, MI Lieusaint, MI Moissy…) ont été créées afin de desservir de nouveaux quartiers situés dans l'agglomération, puis les fréquences et les amplitudes d'une grande majorité des lignes du réseau ont été améliorées afin de répondre à la demande de la clientèle.
Quant à la ligne de bus Citalien (qui n'appartient plus aujourd'hui à l'établissement), elle s'est aussi améliorée en proposant une fréquence d'un bus toutes les 40 minutes aux heures de pointe ainsi qu'à une fréquence d'un bus par heure aux heures creuses, du lundi au samedi. Les amplitudes sont aussi augmentées jusqu'à 21 h 40, du lundi au vendredi et jusqu'à 22 h 20, le samedi. À partir du 6 janvier 2014, et face aux fréquentations ainsi qu'à la demande de la clientèle, le Citalien augmente encore ses fréquences de passage du lundi au samedi pendant toute la journée à une fréquence d'un bus toutes les 30 minutes ainsi que ses amplitudes jusqu'à 22 h 30, du lundi au vendredi et jusqu'à 23 h 30, le samedi.
Enfin, la réorganisation du réseau, ayant été réalisée entre fin 2005 et fin 2009 sur la partie Nord de l'agglomération de Sénart, s'est achevée mi-décembre 2013, dans la partie Sud autour de la gare de Cesson en simplifiant les itinéraires ainsi qu'en augmentant et en harmonisant les fréquences de passages avec les lignes du réseau situées dans la partie Nord de l'agglomération (soit un bus toutes les 15 minutes aux heures de pointes ainsi qu'un bus toutes les 30 minutes aux heures creuses). Cette toute dernière étape de la grande réorganisation concerne les lignes RE Boissenart, FA Lycée, 36, 42 et 43 et fait suite, de plus, à un changement des horaires de la ligne D du RER d'Île-de-France sur les quatre gares Sénartaises (gare de Combs-la-Ville - Quincy, gare de Lieusaint - Moissy, gare de Savigny-le-Temple - Nandy et la gare de Cesson) permettant aussi de recaler les horaires de toutes lignes qui passent par ces quatre gares aux nouveaux horaires de la ligne D du RER d'Île-de-France et ainsi, de profiter par la même occasion, de ces changements d'horaires pour achever cette grande et longue réorganisation entamée depuis huit années.

### Ouverture de la ligne 1 du Tzen
Au début de juillet 2011, une seconde réorganisation des lignes de l'établissement, mais cette fois-ci partielle et indépendamment de celle qui a débuté depuis novembre 2005, a eu lieu afin que celui-ci puisse correspondre à la nouvelle ligne 1 du T Zen (éviter les doublons par exemple). Cette refonte partielle du réseau a concerné seulement cinq lignes (trois lignes en Essonne et deux lignes en Seine-et-Marne). Les lignes concernées sont simplifiées et l'offre est également augmentée (fréquences et amplitudes).
La ligne RE Moissy - Savigny est divisée en deux lignes distinctes :
- La nouvelle ligne RE Lieusaint - Moissy relie l'arrêt Moissy-Cramayel - Les Grès à la gare de Lieusaint - Moissy. La correspondance avec la ligne 1 du T Zen s'effectue à la gare de Lieusaint - Moissy. Cette nouvelle ligne propose du lundi au vendredi, un bus toutes les 15 minutes aux heures de pointe et toutes les 30 minutes aux heures creuses de 5 h 20 à 22 h 10 et le samedi, un bus toutes les 15 minutes de 5 h 20 à 22 h.
- La nouvelle ligne RE Lieusaint - Savigny relie l'arrêt Lieusaint - Carré Trait d'Union (anciennement Les Canaux) à la gare de Savigny-le-Temple - Nandy. La correspondance avec la ligne 1 du T Zen s'effectue à l'arrêt Carré Trait d'Union. Cette nouvelle ligne propose du lundi au vendredi, un bus toutes les 15 minutes aux heures de pointe et toutes les 30 minutes aux heures creuses de 5 h 15 à 21 h 50 et le samedi, un bus toutes les 15 minutes de 5 h 15 à 22 h 05.

La ligne SOL est aussi divisée en deux lignes distinctes :
- La nouvelle ligne SOL relie la gare de Combs-la-Ville - Quincy à la gare de Lieusaint - Moissy. La correspondance avec la ligne 1 du T Zen s'effectue à la gare de Lieusaint - Moissy. Cette nouvelle ligne propose du lundi au vendredi, un bus toutes les 45 minutes de 6 h 15 à 19 h 45 et le samedi, un bus toutes les 45 minutes de 12 h 15 à 19 h 45.
- La nouvelle ligne à vocation scolaire SOL Scolaire relie l'arrêt Lieusaint - Carré Trait d'Union (anciennement Les Canaux) au Boulevard Gambetta à Melun. La correspondance avec la ligne 1 du T Zen s'effectue à l'arrêt Carré Trait d'Union. Cette nouvelle ligne propose du lundi au samedi, des services scolaires pour les élèves allant aux établissements melunais.

La ligne RE#, une des trois lignes fonctionnant le dimanche et les jours fériés, est raccourcie. En effet, celle-ci ne passe plus au centre commercial Carré Sénart. La ligne a pour terminus la gare de Lieusaint - Moissy au lieu de l'arrêt Lieusaint - Carré Trait d'Union (anciennement Les Canaux) ce qui permet aux voyageurs de profiter de la ligne 1 du T Zen (qui, elle aussi, fonctionne le dimanche et les jours fériés à raison d'un bus toutes les 30 minutes) pour que ceux-ci se rendent au centre commercial de Sénart. La ligne RE# propose le dimanche et les jours fériés, un bus toutes les 60 minutes de 9 h 20 à 21 h 15.
La ligne 02 est raccourcie et simplifiée. La correspondance avec la ligne 1 du T Zen s'effectue à l'arrêt Saint-Pierre-du-Perray - Les Prés Hauts. Cette ligne propose du lundi au vendredi, un bus toutes les 30 minutes aux heures de pointe et un bus toutes les 60 minutes aux heures creuses de 5 h 50 à 21 h 10 et le samedi, un bus toutes les 30 minutes de 8 h 30 à 18 h 50.
La ligne 03, jusqu'alors en boucle, est devenue circulaire, permettant une circulation à double sens toute la journée, et scindée en deux sous-lignes (03A et 03B) parcourant le même chemin. La correspondance avec la ligne 1 du T Zen s'effectue à l'arrêt Saint-Pierre-du-Perray - Le Fresne. Celles-ci proposent toutes les deux, du lundi au vendredi, un bus toutes les 15 minutes aux heures de pointe et un bus toutes les 60 minutes aux heures creuses de 5 h 35 à 21 h 15 et le samedi, un bus toutes les 60 minutes de 6 h 25 à 21 h 45.
La ligne 04 a désormais des bus qui circulent le matin. Elle dessert un nouveau quartier rue Victor Hugo à Saint-Pierre-du-Perray. La partie commune avec la ligne 03 (devenue 03A et 03B) (entre les arrêts Château à Saint-Pierre-du-Perray et Rochefort à Saint-Germain-lès-Corbeil) est supprimée, afin de rendre le trajet plus rapide pour rejoindre la ligne 1 du T Zen. La correspondance avec cette ligne s'effectue à l'arrêt Saint-Pierre-du-Perray - Le Fresne. Elle propose du lundi au vendredi, un bus toutes les 45 minutes aux heures de pointe et un bus toutes les 60 minutes aux heures creuses de 7 h 5 à 20 h et le samedi, un bus toutes les 45 minutes de 9 h 15 à 21 h 10.

### Création d'un réseau substitutif Neige en décembre 2011
Depuis décembre 2011, l'établissement a adapté les réseaux Sénart Bus et Sénart Express, ainsi que la ligne T Zen 1 aux mauvaises conditions météorologiques pendant la période d'hiver (neige, verglas, etc.). Un réseau de substitution Neige a été créé afin de pouvoir desservir continuellement les axes principaux comme une grande partie de l'agglomération de Sénart mais aussi les villes de Melun (principalement la ligne Citalien qui n'appartient plus à l'établissement), Corbeil-Essonnes et Évry (principalement les gares RER). Les itinéraires des lignes Neige ont été fixés pour éviter les routes particulièrement dangereuses en cas de chutes de neige ou de pluie verglaçante (pentes, routes ombragées ou en mauvais état, etc.) tout en continuant, dans la mesure du possible, de desservir seulement les principaux lieux (gares, centres commerciaux, centres-villes, etc.) jusqu'au déneigement complet des routes. Il faut tout de même préciser que malgré la création de ce réseau substitutif, certaines lignes Neige peuvent être modifiées (déviation(s) impliquant la suppression d'un ou de plusieurs arrêts, interruption d'une partie de la ligne, etc.) voire être interrompues temporairement sur la totalité de leurs parcours, de même que le réseau substitutif tout entier peut, lui aussi, être également arrêté si les routes sur lesquelles circulent les véhicules de ces lignes Neige sont trop dangereuses pour une conduite en toute sécurité (route trop enneigée, trop verglacée, etc.).

### Restructuration partielle du réseau en septembre 2015
Au début de septembre 2015, une nouvelle réorganisation partielle des lignes de l'établissement a été effectuée afin, d'une part, de prolonger l'offre de transport sur certaines lignes fortes du réseau, et d'autre part, d'augmenter l'offre sur d'autres lignes. Cette petite restructuration du réseau porte également sur la refonte totale des lignes circulant les dimanches et les jours fériés. Ces améliorations ont concerné quinze lignes et impliquent la création de deux lignes et la suppression d'une ligne.
Pour une meilleure cohérence et lisibilité, le changement de plusieurs dénominations d'arrêts de bus a été opéré, et est également accompagné d'un remplacement de la signalétique sur tous les poteaux d'arrêt du réseau de bus (nouvelle signalétique blanche avec des indices de lignes en couleur et une police d'écriture plus lisible en lieu et place de l'ancienne signalétique traditionnelle bleue et blanche).

#### Refonte totale du réseau fonctionnant les dimanches ainsi que les jours fériés
La restructuration totale des trois lignes DO#, RE#, et LA# circulant les dimanches et les jours fériés a été faite dans le but d'améliorer considérablement les liaisons avec les quatre gares Sénartaises à proximité (gare de Combs-la-Ville - Quincy, gare de Lieusaint - Moissy, gare de Savigny-le-Temple - Nandy et la gare de Cesson), ainsi qu'avec les deux centres commerciaux Sénartais Boissénart-Maisonnément et Carré Sénart et de simplifier les itinéraires de ces trois lignes pour une meilleure lisibilité.
Cette simplification a permis la division de la ligne LA# (auparavant très compliquée avec ses multiples boucles tout au long de son parcours) en trois parties, tout en gardant cette dernière en circulation avec un itinéraire complètement modifié. Cette division a donc fait naître les lignes MI# et SI#. Les lignes DO# et RE# ont été remaniées au niveau de leurs parcours qui se sont vus raccourcis de peu.
Cette refonte totale de toutes ces lignes a permis de recomposer, comme expliqué ci-dessous, une partie du réseau Sénart Bus en circulation les dimanches et les jours fériés.
- La ligne DO# relie, avec une fréquence d'un bus par heure, Lieusaint - Grands Champs à Moissy-Cramayel - Saint-Michel en passant par la gare RER de Lieusaint - Moissy.
- La ligne RE# relie, avec une fréquence d'un bus toutes les 45 minutes, la gare RER de Combs-la-Ville - Quincy à Combs-la-Ville - Ormeau Malraux.
- La ligne MI# relie, avec une fréquence d'un bus par heure, Savigny-le-Temple - Médiathèque à Vert-Saint-Denis - Anjou en passant par la gare RER de Cesson.
- La ligne LA# relie, avec une fréquence d'un bus par heure, Lieusaint - Carré Citoyenneté (Centre commercial Carré Sénart) à Cesson - Boissénart Centre Commercial.
- La ligne SI# relie, avec une fréquence d'un bus par heure, la gare RER de Cesson à Cesson - Plaine du Moulin à Vent.

#### Prolongement et amélioration de l'offre de transport sur certaines lignes
Il a été décidé, lors du conseil d'administration du STIF du 15 juin 2015, d'augmenter l'amplitude de neuf lignes importantes de l'établissement ainsi que d’améliorer la fréquence de passage sur trois autres lignes.
La prolongation de l'offre de transport jusqu'à 22 h concerne les lignes DO Savigny, RE Boissénart, RE Combs, RE Lieusaint - Savigny, MI Savigny, 34, 36, 42, et 43.
Quant à l'augmentation de l'offre de transport, elle concerne les lignes MI Lieusaint, MI Moissy, et T Zen 1 :
- Les lignes MI Lieusaint et MI Moissy, ont vu leurs fréquences augmenter à un bus toutes les 7 minutes seulement à "l'hyper-pointe" du matin (entre 8 h et 9 h) afin de traiter certaines surcharges à cette période de la journée. Les fréquences de passage de ces deux lignes sur le reste de l'heure de pointe en matinée et en soirée reste à un bus toutes les 15 minutes.
- La ligne T Zen 1, voit sa fréquence passer à un bus toutes les 7 minutes le samedi mais seulement l'après-midi afin de résorber de grosses surcharges à cette période de la journée, liées principalement à la très forte fréquentation du centre commercial Carré Sénart.

Par ailleurs, sans aucun rapport avec toutes ces améliorations ci-dessus, la ligne scolaire SI Bémol a été supprimée à la rentrée scolaire, au début de septembre 2015.
Depuis le 29 octobre 2017, la fréquence de la ligne T Zen 1 est passée à un bus toutes les 15 minutes les dimanches et jours fériés en raison de l'ouverture du centre commercial Carré Sénart les dimanches et certains jours fériés.

### Amélioration de l'information en juillet 2018
À partir du 16 juillet 2018, les lignes seront renommées par des numéros et non plus par des notes de musique :
- 11, 12 et 13 pour Combs-la-Ville ;
- 21, 22, 23, 24, 25, 26 et 27 pour Lieusaint et Moissy-Cramayel ;
- 31, 32, 33, 34, 35, 36 et 37 pour Savigny-le-Temple et Nandy ;
- 41, 42 et 43 pour Cesson ;
- 50, 51, 52, 53, 54 et 55 pour les lignes express et intercommunales.

De plus, les trajets de certaines lignes sont fusionnés, modifiés ou même créés, avec :
- une ligne circulaire bidirectionnelle à Moissy ;
- une liaison directe Cesson – Boissénart – gare de Savigny – centre commercial Carré Sénart.

Concernant l'offre de bus du dimanche, celle-ci change aussi puisque désormais les lignes auront le même itinéraire, du lundi au dimanche, avec un bus par heure, de 10 h à 20 h.
Enfin, à partir du 27 août 2018, la fréquence des lignes principales passera de un bus toutes les 15 minutes à un bus toutes les 10 minutes aux heures de pointe (de 7 h 30 à 9 h et de 17 h 30 à 19 h).

### Ouverture à la concurrence
L'autorité organisatrice Île-de-France Mobilités ayant repris la main sur la gestion des réseaux franciliens, une DSP sous forme appel d'offres a été lancée afin d'attribuer l'exploitation du lot no 10 pour une durée de 5 ans à compter du 1er janvier 2021. C'est finalement Transdev qui a été retenu le 8 juillet 2020 via sa filiale Transdev Sénart. Ainsi au 1er janvier 2021, le nouveau réseau se composait de 41 lignes.
En raison de l'ouverture à la concurrence des transports en commun en Île-de-France, les réseaux de bus SénartBus et SénartExpress sont devenus Sénart le 1er janvier 2021, correspondant à la délégation de service public numéro 10 établie par Île-de-France Mobilités. Un appel d'offres a donc été lancé par l'autorité organisatrice afin de désigner une entreprise qui succédera à l'exploitation de Transdev Lieusaint pour une durée de sept ans. C'est finalement Transdev, via sa filiale Transdev Sénart, qui a été désigné lors du conseil d'administration du 8 juillet 2020. Au moment de son ouverture à la concurrence, le réseau se composait des lignes 01, 02, 03, 04, 05, 11, 12, 13, 21, 22, 23, 24, 25, 26, 27, 31, 32, 33, 34, 35, 36, 37, 41, 42, 43, 51, 52, 53, 61A, 61B, 62A, 62B, 62C, 63 et CPSF du réseau de bus SénartBus, des lignes 50, 54 et 55 du réseau de bus SénartExpress, de la ligne Citalien et de la ligne 1 du T Zen exploités par Transdev Lieusaint et Transdev Saint-Fargeau-Ponthierry.

#### Aménagements parallèles
Afin d'accompagner son développement, le réseau a connu des modifications dès le 3 janvier 2022 qui visaient à améliorer et simplifier les dessertes. Ces modifications concernaient :
- une meilleure connexion des lignes 02, 03 et 04 à la ligne 1 du T Zen[7];
- une meilleure desserte des quartiers est de Lieusaint, en concernant une modification du tracé des lignes 22 et 23, la création des lignes 24 et 25, la renumérotation de la ligne 25 devenue 27, et une meilleure connexion de la ligne 51 à la gare de Lieusaint - Moissy [8];
- une meilleure desserte et connexion des lignes 34, 35, 36 et 37[9];
- une fusion des lignes 21, 27 et 52[10];
- des correspondances bus-train en gare de Combs-la-Ville - Quincy améliorées sur les lignes 11, 12 et 13[11].

Le 1er septembre 2022, les circuits 42P et 43P sont intégrés aux lignes 42 et 43.

### Rentrée 2023
Le 4 septembre 2023, les lignes 03 et 04 échangent certains de leurs arrêts pour un itinéraire plus simple, les lignes 22 et 23 desservent désormais le quartier de l'Arboretum et enfin la ligne 50 abandonne sa desserte « direct » (l'arrêt Temps des cerises n'est plus desservi) et profitent d'un nouvel arrêt pour desservir Carré Sénart.

### Rentrée 2024
Le 16 septembre 2024, la ligne 51 co-existera avec une nouvelle ligne, la ligne 52 qui desservira les sites Zalando et Colissimo, elle remplacera également la ligne 51 les samedi.

### Renumérotation du réseau
Depuis le 6 janvier 2025 le réseau de bus Sénart prend en compte le nouveau principe de numérotation régional unique planifié par Île-de-France Mobilités afin de supprimer les doublons.
La correspondance entre anciens et nouveaux numéros est la suivante :
| Ancien(s) numéro(s) | Nouveau numéro |
| ------------------- | -------------- |
| Citalien            | 3702           |
| 03                  | 3703           |
| 21                  | 3704           |
| 31                  | 3705           |
| 11                  | 3711           |
| 12                  | 3712           |
| 13                  | 3713           |
| 53                  | 3714           |
| 22                  | 3722           |
| 23                  | 3723           |
| 24                  | 3724           |
| 25                  | 3725           |
| 26                  | 3726           |
| 27                  | 3727           |
| 32                  | 3732           |
| 33                  | 3733           |
| 34                  | 3734           |
| CPSF                | 3735           |
| 36                  | 3736           |
| 37                  | 3737           |
| 41                  | 3741           |
| 42                  | 3742           |
| 43                  | 3743           |
| 35                  | 3744           |
| 61B                 | 3771           |
| 62C                 | 3772           |
| 63                  | 3773           |
| 64                  | 3774           |
| 05                  | 3775           |
| 61A                 | 3776           |
| 62B                 | 3777           |
| 62A                 | 3778           |
| 01                  | 3779           |
| 50                  | 7715           |
| 51                  | 3751           |
| 52                  | 3752           |
| 04                  | 3753           |
| 54                  | 3754           |
| 55                  | 3755           |

## Lignes du réseau

### Lignes de 3701 à 3709
| Ligne | Caractéristiques | Caractéristiques                                              | Caractéristiques                                              | Caractéristiques                                              | Caractéristiques                                              | Caractéristiques                                              | Caractéristiques                                              | Caractéristiques                                              | Caractéristiques                                              |
| 3702  | Carré Citoyenneté ⥋ Gare routière Mail | Carré Citoyenneté ⥋ Gare routière Mail                        | Carré Citoyenneté ⥋ Gare routière Mail                        | Carré Citoyenneté ⥋ Gare routière Mail                        | Carré Citoyenneté ⥋ Gare routière Mail                        | Carré Citoyenneté ⥋ Gare routière Mail                        | Carré Citoyenneté ⥋ Gare routière Mail                        | Carré Citoyenneté ⥋ Gare routière Mail                        | Carré Citoyenneté ⥋ Gare routière Mail                        |
| ----- | --- | ------------------------------------------------------------- | ------------------------------------------------------------- | ------------------------------------------------------------- | ------------------------------------------------------------- | ------------------------------------------------------------- | ------------------------------------------------------------- | ------------------------------------------------------------- | ------------------------------------------------------------- |
| 3702  | Ouverture / Fermeture — / — | Longueur —                                                    | Durée 40-45 min                                               | Nb. d’arrêts 14                                               | Matériel —                                                    | Jours de fonctionnement L, Ma, Me, J, V, S, D                 | Jour / Soir / Nuit / Fêtes O / N / N / O                      | Voy. / an —                                                   | Dépôt —                                                       |
| 3702  | Desserte : - Villes et lieux desservis : Lieusaint, Melun, Nandy, Savigny-le-Temple, Vert-Saint-Denis. |                                                               |                                                               |                                                               |                                                               |                                                               |                                                               |                                                               |                                                               |
| 3702  | Autre : - Zone traversée : 5 - Arrêts non accessibles aux UFR : Boissénart - La Haie et 3 Horloges. - Amplitudes horaires : La ligne circule du lundi au samedi de 6 h 15 à 22 h 15 et les dimanches et jours fériés de 9 h 30 à 21 h 3. - Particularités : Le 3702, anciennement Citalien, est le précurseur de la Ligne 2 du T Zen. - Date de dernière mise à jour : 21 novembre 2021. |                                                               |                                                               |                                                               |                                                               |                                                               |                                                               |                                                               |                                                               |
| 3702  | Dernière actualisation : — |                                                               |                                                               |                                                               |                                                               |                                                               |                                                               |                                                               |                                                               |
| 3703  | Gare d'Évry-Courcouronnes Centre ⥋ Gare de Lieusaint - Moissy | Gare d'Évry-Courcouronnes Centre ⥋ Gare de Lieusaint - Moissy | Gare d'Évry-Courcouronnes Centre ⥋ Gare de Lieusaint - Moissy | Gare d'Évry-Courcouronnes Centre ⥋ Gare de Lieusaint - Moissy | Gare d'Évry-Courcouronnes Centre ⥋ Gare de Lieusaint - Moissy | Gare d'Évry-Courcouronnes Centre ⥋ Gare de Lieusaint - Moissy | Gare d'Évry-Courcouronnes Centre ⥋ Gare de Lieusaint - Moissy | Gare d'Évry-Courcouronnes Centre ⥋ Gare de Lieusaint - Moissy | Gare d'Évry-Courcouronnes Centre ⥋ Gare de Lieusaint - Moissy |
| 3703  | Ouverture / Fermeture — / — | Longueur —                                                    | Durée 35-45 min                                               | Nb. d’arrêts 19                                               | Matériel —                                                    | Jours de fonctionnement L, Ma, Me, J, V, S                    | Jour / Soir / Nuit / Fêtes O / N / N / N                      | Voy. / an —                                                   | Dépôt —                                                       |
| 3703  | Desserte : - Villes et lieux desservis : Lieusaint, Saint-Pierre-du-Perray, Saint-Germain-lès-Corbeil, Étiolles et Évry-Courcouronnes - Gares desservies : Évry-Courcouronnes, Évry-Val-de-Seine et Lieusaint - Moissy |                                                               |                                                               |                                                               |                                                               |                                                               |                                                               |                                                               |                                                               |
| 3703  | Autre : - Zone traversée : 5 - Arrêts non accessibles aux UFR : — - Amplitudes horaires : La ligne fonctionne du lundi au vendredi de 5 h 25 à 22 h 40 et le samedi de 5 h 20 à 21 h 45. - Date de dernière mise à jour : 9 janvier 2025. |                                                               |                                                               |                                                               |                                                               |                                                               |                                                               |                                                               |                                                               |
| 3703  | Dernière actualisation : — |                                                               |                                                               |                                                               |                                                               |                                                               |                                                               |                                                               |                                                               |
| 3704  | Gare de Combs-la-Ville - Quincy ⥋ Green de Réau | Gare de Combs-la-Ville - Quincy ⥋ Green de Réau               | Gare de Combs-la-Ville - Quincy ⥋ Green de Réau               | Gare de Combs-la-Ville - Quincy ⥋ Green de Réau               | Gare de Combs-la-Ville - Quincy ⥋ Green de Réau               | Gare de Combs-la-Ville - Quincy ⥋ Green de Réau               | Gare de Combs-la-Ville - Quincy ⥋ Green de Réau               | Gare de Combs-la-Ville - Quincy ⥋ Green de Réau               | Gare de Combs-la-Ville - Quincy ⥋ Green de Réau               |
| 3704  | Ouverture / Fermeture 16 juillet 2018 / — | Longueur —                                                    | Durée —                                                       | Nb. d’arrêts 28 (30)                                          | Matériel —                                                    | Jours de fonctionnement L, Ma, Me, J, V, S, D                 | Jour / Soir / Nuit / Fêtes O / N / N / O                      | Voy. / an —                                                   | Dépôt —                                                       |
| 3704  | Desserte : - Villes et lieux desservis : Combs-la-Ville, Lieusaint, Moissy-Cramayel et Réau - Gare desservie : Combs-la-Ville - Quincy et Lieusaint - Moissy |                                                               |                                                               |                                                               |                                                               |                                                               |                                                               |                                                               |                                                               |
| 3704  | Autre : - Zone traversée : 5 - Arrêts non accessibles aux UFR : — - Amplitudes horaires : La ligne fonctionne du lundi au samedi de 4 h 30 à 23 h et les dimanches et jours fériés de 10 h 5 à 23 h. - Particularités : En période scolaire, la ligne dessert le collège des Maillettes. - Date de dernière mise à jour : 1er janvier 2022.                                              |                                                               |                                                               |                                                               |                                                               |                                                               |                                                               |                                                               |                                                               |
| 3704  | Dernière actualisation : — |                                                               |                                                               |                                                               |                                                               |                                                               |                                                               |                                                               |                                                               |
| 3705  | Lieusaint — Point de Vue ⥋ Gare de Cesson | Lieusaint — Point de Vue ⥋ Gare de Cesson                     | Lieusaint — Point de Vue ⥋ Gare de Cesson                     | Lieusaint — Point de Vue ⥋ Gare de Cesson                     | Lieusaint — Point de Vue ⥋ Gare de Cesson                     | Lieusaint — Point de Vue ⥋ Gare de Cesson                     | Lieusaint — Point de Vue ⥋ Gare de Cesson                     | Lieusaint — Point de Vue ⥋ Gare de Cesson                     | Lieusaint — Point de Vue ⥋ Gare de Cesson                     |
| 3705  | Ouverture / Fermeture 16 juillet 2018 / — | Longueur —                                                    | Durée 15-45 min                                               | Nb. d’arrêts 25                                               | Matériel —                                                    | Jours de fonctionnement L, Ma, Me, J, V, S, D                 | Jour / Soir / Nuit / Fêtes O / N / N / O                      | Voy. / an —                                                   | Dépôt —                                                       |
| 3705  | Desserte : - Villes et lieux desservis : Lieusaint, Savigny-le-Temple et Cesson - Gares desservies : Savigny-le-Temple - Nandy et Cesson |                                                               |                                                               |                                                               |                                                               |                                                               |                                                               |                                                               |                                                               |
| 3705  | Autre : - Zone traversée : 5 - Arrêts non accessibles aux UFR : — - Amplitudes horaires : La ligne fonctionne du lundi au vendredi de 5 h 5 à 22 h 45, le samedi de 4 h 55 à 22 h 40 et les dimanches et jours fériés de 9 h 55 à 22 h 45. - Date de dernière mise à jour : 19 août 2018.                                                                                                |                                                               |                                                               |                                                               |                                                               |                                                               |                                                               |                                                               |                                                               |
| 3705  | Dernière actualisation : — |                                                               |                                                               |                                                               |                                                               |                                                               |                                                               |                                                               |                                                               |

### Lignes de 3710 à 3719
| Ligne | Caractéristiques | Caractéristiques                                                               | Caractéristiques                                                               | Caractéristiques                                                               | Caractéristiques                                                               | Caractéristiques                                                               | Caractéristiques                                                               | Caractéristiques                                                               | Caractéristiques                                                               |
| 3711  | (Circulaire) Gare de Combs-la-Ville - Quincy ⥋ via Combs-la-Ville — Marrache | (Circulaire) Gare de Combs-la-Ville - Quincy ⥋ via Combs-la-Ville — Marrache   | (Circulaire) Gare de Combs-la-Ville - Quincy ⥋ via Combs-la-Ville — Marrache   | (Circulaire) Gare de Combs-la-Ville - Quincy ⥋ via Combs-la-Ville — Marrache   | (Circulaire) Gare de Combs-la-Ville - Quincy ⥋ via Combs-la-Ville — Marrache   | (Circulaire) Gare de Combs-la-Ville - Quincy ⥋ via Combs-la-Ville — Marrache   | (Circulaire) Gare de Combs-la-Ville - Quincy ⥋ via Combs-la-Ville — Marrache   | (Circulaire) Gare de Combs-la-Ville - Quincy ⥋ via Combs-la-Ville — Marrache   | (Circulaire) Gare de Combs-la-Ville - Quincy ⥋ via Combs-la-Ville — Marrache   |
| ----- | --- | ------------------------------------------------------------------------------ | ------------------------------------------------------------------------------ | ------------------------------------------------------------------------------ | ------------------------------------------------------------------------------ | ------------------------------------------------------------------------------ | ------------------------------------------------------------------------------ | ------------------------------------------------------------------------------ | ------------------------------------------------------------------------------ |
| 3711  | Ouverture / Fermeture 16 juillet 2018 / — | Longueur —                                                                     | Durée 20 min                                                                   | Nb. d’arrêts 14                                                                | Matériel —                                                                     | Jours de fonctionnement L, Ma, Me, J, V, S                                     | Jour / Soir / Nuit / Fêtes O / N / N / N                                       | Voy. / an —                                                                    | Dépôt —                                                                        |
| 3711  | Desserte : - Ville et lieux desservis : Combs-la-Ville - Gare desservie : Combs-la-Ville - Quincy |                                                                                |                                                                                |                                                                                |                                                                                |                                                                                |                                                                                |                                                                                |                                                                                |
| 3711  | Autre : - Zone traversée : 5 - Arrêts non accessibles aux UFR : — - Amplitudes horaires : La ligne fonctionne du lundi au vendredi de 4 h 40 à 22 h 35 et le samedi de 6 h 10 à 22 h 5. - Date de dernière mise à jour : 19 août 2018.                                                 |                                                                                |                                                                                |                                                                                |                                                                                |                                                                                |                                                                                |                                                                                |                                                                                |
| 3711  | Dernière actualisation : — |                                                                                |                                                                                |                                                                                |                                                                                |                                                                                |                                                                                |                                                                                |                                                                                |
| 3712  | (Circulaire) Gare de Combs-la-Ville - Quincy ⥋ via Combs-la-Ville — Serpentine | (Circulaire) Gare de Combs-la-Ville - Quincy ⥋ via Combs-la-Ville — Serpentine | (Circulaire) Gare de Combs-la-Ville - Quincy ⥋ via Combs-la-Ville — Serpentine | (Circulaire) Gare de Combs-la-Ville - Quincy ⥋ via Combs-la-Ville — Serpentine | (Circulaire) Gare de Combs-la-Ville - Quincy ⥋ via Combs-la-Ville — Serpentine | (Circulaire) Gare de Combs-la-Ville - Quincy ⥋ via Combs-la-Ville — Serpentine | (Circulaire) Gare de Combs-la-Ville - Quincy ⥋ via Combs-la-Ville — Serpentine | (Circulaire) Gare de Combs-la-Ville - Quincy ⥋ via Combs-la-Ville — Serpentine | (Circulaire) Gare de Combs-la-Ville - Quincy ⥋ via Combs-la-Ville — Serpentine |
| 3712  | Ouverture / Fermeture 16 juillet 2018 / — | Longueur —                                                                     | Durée 20-25 min                                                                | Nb. d’arrêts 15                                                                | Matériel —                                                                     | Jours de fonctionnement L, Ma, Me, J, V, S, D                                  | Jour / Soir / Nuit / Fêtes O / N / N / O                                       | Voy. / an —                                                                    | Dépôt —                                                                        |
| 3712  | Desserte : - Ville et lieux desservis : Combs-la-Ville - Gare desservie : Combs-la-Ville - Quincy |                                                                                |                                                                                |                                                                                |                                                                                |                                                                                |                                                                                |                                                                                |                                                                                |
| 3712  | Autre : - Zone traversée : 5 - Arrêts non accessibles aux UFR : — - Amplitudes horaires : La ligne fonctionne du lundi au vendredi de 4 h 35 à 22 h 5, le samedi de 6 h 35 à 21 h 35 et le dimanche et jours fériés à partir de 9 h 35. - Date de dernière mise à jour : 19 août 2018. |                                                                                |                                                                                |                                                                                |                                                                                |                                                                                |                                                                                |                                                                                |                                                                                |
| 3712  | Dernière actualisation : — |                                                                                |                                                                                |                                                                                |                                                                                |                                                                                |                                                                                |                                                                                |                                                                                |
| 3713  | (Circulaire) Gare de Combs-la-Ville - Quincy ⥋ via Combs-la-Ville — Serpentine | (Circulaire) Gare de Combs-la-Ville - Quincy ⥋ via Combs-la-Ville — Serpentine | (Circulaire) Gare de Combs-la-Ville - Quincy ⥋ via Combs-la-Ville — Serpentine | (Circulaire) Gare de Combs-la-Ville - Quincy ⥋ via Combs-la-Ville — Serpentine | (Circulaire) Gare de Combs-la-Ville - Quincy ⥋ via Combs-la-Ville — Serpentine | (Circulaire) Gare de Combs-la-Ville - Quincy ⥋ via Combs-la-Ville — Serpentine | (Circulaire) Gare de Combs-la-Ville - Quincy ⥋ via Combs-la-Ville — Serpentine | (Circulaire) Gare de Combs-la-Ville - Quincy ⥋ via Combs-la-Ville — Serpentine | (Circulaire) Gare de Combs-la-Ville - Quincy ⥋ via Combs-la-Ville — Serpentine |
| 3713  | Ouverture / Fermeture 16 juillet 2018 / — | Longueur —                                                                     | Durée 20-25 min                                                                | Nb. d’arrêts 15                                                                | Matériel —                                                                     | Jours de fonctionnement L, Ma, Me, J, V, S, D                                  | Jour / Soir / Nuit / Fêtes O / N / N / O                                       | Voy. / an —                                                                    | Dépôt —                                                                        |
| 3713  | Desserte : - Ville et lieux desservis : Combs-la-Ville - Gare desservie : Combs-la-Ville - Quincy |                                                                                |                                                                                |                                                                                |                                                                                |                                                                                |                                                                                |                                                                                |                                                                                |
| 3713  | Autre : - Zone traversée : 5 - Arrêts non accessibles aux UFR : — - Amplitudes horaires : La ligne fonctionne du lundi au vendredi de 4 h 35 à 21 h 50, le samedi de 6 h 5 à 22 h 5 et le dimanche et jours fériés de 9 h 5 à 21 h 5. - Date de dernière mise à jour : 19 août 2018.   |                                                                                |                                                                                |                                                                                |                                                                                |                                                                                |                                                                                |                                                                                |                                                                                |
| 3713  | Dernière actualisation : — |                                                                                |                                                                                |                                                                                |                                                                                |                                                                                |                                                                                |                                                                                |                                                                                |
| 3714  | Gare de Combs-la-Ville - Quincy ⥋ Gare de Lieusaint - Moissy | Gare de Combs-la-Ville - Quincy ⥋ Gare de Lieusaint - Moissy                   | Gare de Combs-la-Ville - Quincy ⥋ Gare de Lieusaint - Moissy                   | Gare de Combs-la-Ville - Quincy ⥋ Gare de Lieusaint - Moissy                   | Gare de Combs-la-Ville - Quincy ⥋ Gare de Lieusaint - Moissy                   | Gare de Combs-la-Ville - Quincy ⥋ Gare de Lieusaint - Moissy                   | Gare de Combs-la-Ville - Quincy ⥋ Gare de Lieusaint - Moissy                   | Gare de Combs-la-Ville - Quincy ⥋ Gare de Lieusaint - Moissy                   | Gare de Combs-la-Ville - Quincy ⥋ Gare de Lieusaint - Moissy                   |
| 3714  | Ouverture / Fermeture 16 juillet 2018 / — | Longueur —                                                                     | Durée 15-20 min                                                                | Nb. d’arrêts 15                                                                | Matériel —                                                                     | Jours de fonctionnement L, Ma, Me, J, V, S, D                                  | Jour / Soir / Nuit / Fêtes O / N / N / O                                       | Voy. / an —                                                                    | Dépôt Lieusaint                                                                |
| 3714  | Desserte : - Villes et lieux desservis : Combs-la-Ville, Moissy-Cramayel et Lieusaint - Gares desservies : Combs-la-Ville - Quincy et Lieusaint - Moissy |                                                                                |                                                                                |                                                                                |                                                                                |                                                                                |                                                                                |                                                                                |                                                                                |
| 3714  | Autre : - Zone traversée : 5 - Arrêts non accessibles aux UFR : — - Amplitudes horaires : La ligne fonctionne du lundi au vendredi de 6 h 5 à 19 h 45, le samedi de 12 h 20 à 19 h 55 et les dimanches et fêtes de 9 h 40 à 21 h 10. - Date de dernière mise à jour : 19 août 2018.    |                                                                                |                                                                                |                                                                                |                                                                                |                                                                                |                                                                                |                                                                                |                                                                                |
| 3714  | Dernière actualisation : — |                                                                                |                                                                                |                                                                                |                                                                                |                                                                                |                                                                                |                                                                                |                                                                                |

### Lignes de 3720 à 3729
| Ligne | Caractéristiques | Caractéristiques                                                                               | Caractéristiques                                                                               | Caractéristiques                                                                               | Caractéristiques                                                                               | Caractéristiques                                                                               | Caractéristiques                                                                               | Caractéristiques                                                                               | Caractéristiques                                                                               |
| 3722  | (Circulaire) Gare de Lieusaint - Moissy ⥋ via Moissy-Cramayel — Mairie | (Circulaire) Gare de Lieusaint - Moissy ⥋ via Moissy-Cramayel — Mairie                         | (Circulaire) Gare de Lieusaint - Moissy ⥋ via Moissy-Cramayel — Mairie                         | (Circulaire) Gare de Lieusaint - Moissy ⥋ via Moissy-Cramayel — Mairie                         | (Circulaire) Gare de Lieusaint - Moissy ⥋ via Moissy-Cramayel — Mairie                         | (Circulaire) Gare de Lieusaint - Moissy ⥋ via Moissy-Cramayel — Mairie                         | (Circulaire) Gare de Lieusaint - Moissy ⥋ via Moissy-Cramayel — Mairie                         | (Circulaire) Gare de Lieusaint - Moissy ⥋ via Moissy-Cramayel — Mairie                         | (Circulaire) Gare de Lieusaint - Moissy ⥋ via Moissy-Cramayel — Mairie                         |
| ----- | --- | ---------------------------------------------------------------------------------------------- | ---------------------------------------------------------------------------------------------- | ---------------------------------------------------------------------------------------------- | ---------------------------------------------------------------------------------------------- | ---------------------------------------------------------------------------------------------- | ---------------------------------------------------------------------------------------------- | ---------------------------------------------------------------------------------------------- | ---------------------------------------------------------------------------------------------- |
| 3722  | Ouverture / Fermeture 16 juillet 2018 / — | Longueur —                                                                                     | Durée 25-30 min                                                                                | Nb. d’arrêts 23                                                                                | Matériel —                                                                                     | Jours de fonctionnement L, Ma, Me, J, V, S, D                                                  | Jour / Soir / Nuit / Fêtes O / N / N / O                                                       | Voy. / an —                                                                                    | Dépôt —                                                                                        |
| 3722  | Desserte : - Villes et lieux desservis : Lieusaint et Moissy-Cramayel - Gare desservie : Lieusaint - Moissy |                                                                                                |                                                                                                |                                                                                                |                                                                                                |                                                                                                |                                                                                                |                                                                                                |                                                                                                |
| 3722  | Autre : - Zone traversée : 5 - Arrêts non accessibles aux UFR : — - Amplitudes horaires : La ligne fonctionne du lundi au samedi de 4 h 55 à 22 h 25 et les dimanches et jours fériés de 10 h 25 à 21 h 55. - Date de dernière mise à jour : 1er janvier 2022. |                                                                                                |                                                                                                |                                                                                                |                                                                                                |                                                                                                |                                                                                                |                                                                                                |                                                                                                |
| 3722  | Dernière actualisation : — |                                                                                                |                                                                                                |                                                                                                |                                                                                                |                                                                                                |                                                                                                |                                                                                                |                                                                                                |
| 3723  | (Circulaire) Gare de Lieusaint - Moissy ⥋ via Moissy-Cramayel — Mairie | (Circulaire) Gare de Lieusaint - Moissy ⥋ via Moissy-Cramayel — Mairie                         | (Circulaire) Gare de Lieusaint - Moissy ⥋ via Moissy-Cramayel — Mairie                         | (Circulaire) Gare de Lieusaint - Moissy ⥋ via Moissy-Cramayel — Mairie                         | (Circulaire) Gare de Lieusaint - Moissy ⥋ via Moissy-Cramayel — Mairie                         | (Circulaire) Gare de Lieusaint - Moissy ⥋ via Moissy-Cramayel — Mairie                         | (Circulaire) Gare de Lieusaint - Moissy ⥋ via Moissy-Cramayel — Mairie                         | (Circulaire) Gare de Lieusaint - Moissy ⥋ via Moissy-Cramayel — Mairie                         | (Circulaire) Gare de Lieusaint - Moissy ⥋ via Moissy-Cramayel — Mairie                         |
| 3723  | Ouverture / Fermeture 16 juillet 2018 / — | Longueur —                                                                                     | Durée 25-30 min                                                                                | Nb. d’arrêts 24                                                                                | Matériel —                                                                                     | Jours de fonctionnement L, Ma, Me, J, V, S, D                                                  | Jour / Soir / Nuit / Fêtes O / N / N / O                                                       | Voy. / an —                                                                                    | Dépôt —                                                                                        |
| 3723  | Desserte : - Villes et lieux desservis : Lieusaint et Moissy-Cramayel - Gare desservie : Lieusaint - Moissy |                                                                                                |                                                                                                |                                                                                                |                                                                                                |                                                                                                |                                                                                                |                                                                                                |                                                                                                |
| 3723  | Autre : - Zone traversée : 5 - Arrêts non accessibles aux UFR : — - Amplitudes horaires : La ligne fonctionne du lundi au samedi de 5 h 10 à 21 h 50 et les dimanches et jours fériés de 9 h 55 à 21 h 20. - Date de dernière mise à jour : 1er janvier 2022.  |                                                                                                |                                                                                                |                                                                                                |                                                                                                |                                                                                                |                                                                                                |                                                                                                |                                                                                                |
| 3723  | Dernière actualisation : — |                                                                                                |                                                                                                |                                                                                                |                                                                                                |                                                                                                |                                                                                                |                                                                                                |                                                                                                |
| 3724  | (Circulaire) Gare de Lieusaint - Moissy ⥋ via Lieusaint — Le Petit Prince | (Circulaire) Gare de Lieusaint - Moissy ⥋ via Lieusaint — Le Petit Prince                      | (Circulaire) Gare de Lieusaint - Moissy ⥋ via Lieusaint — Le Petit Prince                      | (Circulaire) Gare de Lieusaint - Moissy ⥋ via Lieusaint — Le Petit Prince                      | (Circulaire) Gare de Lieusaint - Moissy ⥋ via Lieusaint — Le Petit Prince                      | (Circulaire) Gare de Lieusaint - Moissy ⥋ via Lieusaint — Le Petit Prince                      | (Circulaire) Gare de Lieusaint - Moissy ⥋ via Lieusaint — Le Petit Prince                      | (Circulaire) Gare de Lieusaint - Moissy ⥋ via Lieusaint — Le Petit Prince                      | (Circulaire) Gare de Lieusaint - Moissy ⥋ via Lieusaint — Le Petit Prince                      |
| 3724  | Ouverture / Fermeture 16 juillet 2018 / — | Longueur —                                                                                     | Durée 10-15 min                                                                                | Nb. d’arrêts 7                                                                                 | Matériel —                                                                                     | Jours de fonctionnement L, Ma, Me, J, V, S, D                                                  | Jour / Soir / Nuit / Fêtes O / N / N / O                                                       | Voy. / an —                                                                                    | Dépôt —                                                                                        |
| 3724  | Desserte : - Ville et lieux desservis : Lieusaint - Gare desservie : Lieusaint - Moissy |                                                                                                |                                                                                                |                                                                                                |                                                                                                |                                                                                                |                                                                                                |                                                                                                |                                                                                                |
| 3724  | Autre : - Zone traversée : 5 - Arrêt non accessibles aux UFR : - - Amplitudes horaires : La ligne fonctionne du lundi au samedi de 5 h à 22 h 15 et les dimanches et jours fériés de 10 h 25 à 20 h 45. - Date de dernière mise à jour : 1er janvier 2022.     |                                                                                                |                                                                                                |                                                                                                |                                                                                                |                                                                                                |                                                                                                |                                                                                                |                                                                                                |
| 3724  | Dernière actualisation : — |                                                                                                |                                                                                                |                                                                                                |                                                                                                |                                                                                                |                                                                                                |                                                                                                |                                                                                                |
| 3725  | (Circulaire) Gare de Lieusaint - Moissy ⥋ via Lieusaint — Le Petit Prince | (Circulaire) Gare de Lieusaint - Moissy ⥋ via Lieusaint — Le Petit Prince                      | (Circulaire) Gare de Lieusaint - Moissy ⥋ via Lieusaint — Le Petit Prince                      | (Circulaire) Gare de Lieusaint - Moissy ⥋ via Lieusaint — Le Petit Prince                      | (Circulaire) Gare de Lieusaint - Moissy ⥋ via Lieusaint — Le Petit Prince                      | (Circulaire) Gare de Lieusaint - Moissy ⥋ via Lieusaint — Le Petit Prince                      | (Circulaire) Gare de Lieusaint - Moissy ⥋ via Lieusaint — Le Petit Prince                      | (Circulaire) Gare de Lieusaint - Moissy ⥋ via Lieusaint — Le Petit Prince                      | (Circulaire) Gare de Lieusaint - Moissy ⥋ via Lieusaint — Le Petit Prince                      |
| 3725  | Ouverture / Fermeture 3 janvier 2022 / — | Longueur —                                                                                     | Durée 10-15 min                                                                                | Nb. d’arrêts 7                                                                                 | Matériel —                                                                                     | Jours de fonctionnement L, Ma, Me, J, V, S, D                                                  | Jour / Soir / Nuit / Fêtes O / N / N / O                                                       | Voy. / an —                                                                                    | Dépôt —                                                                                        |
| 3725  | Desserte : - Ville et lieux desservis : Lieusaint - Gare desservie : Lieusaint - Moissy |                                                                                                |                                                                                                |                                                                                                |                                                                                                |                                                                                                |                                                                                                |                                                                                                |                                                                                                |
| 3725  | Autre : - Zone traversée : 5 - Arrêt non accessibles aux UFR : - - Amplitudes horaires : La ligne fonctionne du lundi au samedi de 4 h 45 à 21 h 40 et les dimanches et jours fériés de 9 h 55 à 21 h 10. - Date de dernière mise à jour : 1er janvier 2022.   |                                                                                                |                                                                                                |                                                                                                |                                                                                                |                                                                                                |                                                                                                |                                                                                                |                                                                                                |
| 3725  | Dernière actualisation : — |                                                                                                |                                                                                                |                                                                                                |                                                                                                |                                                                                                |                                                                                                |                                                                                                |                                                                                                |
| 3726  | Gare de Lieusaint - Moissy ⥋ Moissy-Cramayel — Chanteloup - Manet | Gare de Lieusaint - Moissy ⥋ Moissy-Cramayel — Chanteloup - Manet                              | Gare de Lieusaint - Moissy ⥋ Moissy-Cramayel — Chanteloup - Manet                              | Gare de Lieusaint - Moissy ⥋ Moissy-Cramayel — Chanteloup - Manet                              | Gare de Lieusaint - Moissy ⥋ Moissy-Cramayel — Chanteloup - Manet                              | Gare de Lieusaint - Moissy ⥋ Moissy-Cramayel — Chanteloup - Manet                              | Gare de Lieusaint - Moissy ⥋ Moissy-Cramayel — Chanteloup - Manet                              | Gare de Lieusaint - Moissy ⥋ Moissy-Cramayel — Chanteloup - Manet                              | Gare de Lieusaint - Moissy ⥋ Moissy-Cramayel — Chanteloup - Manet                              |
| 3726  | Ouverture / Fermeture 16 juillet 2018 / — | Longueur —                                                                                     | Durée 10-15 min                                                                                | Nb. d’arrêts 6                                                                                 | Matériel —                                                                                     | Jours de fonctionnement L, Ma, Me, J, V, S                                                     | Jour / Soir / Nuit / Fêtes O / N / N / N                                                       | Voy. / an —                                                                                    | Dépôt —                                                                                        |
| 3726  | Desserte : - Villes et lieux desservis : Lieusaint et Moissy-Cramayel - Gare desservie : Lieusaint - Moissy |                                                                                                |                                                                                                |                                                                                                |                                                                                                |                                                                                                |                                                                                                |                                                                                                |                                                                                                |
| 3726  | Autre : - Zone traversée : 5 - Arrêts non accessibles aux UFR : Aucun - Amplitudes horaires : La ligne fonctionne du lundi au vendredi de 5 h 35 à 21 h 20 et le samedi jusqu'à 20 h 45. - Date de dernière mise à jour : 19 août 2018.                        |                                                                                                |                                                                                                |                                                                                                |                                                                                                |                                                                                                |                                                                                                |                                                                                                |                                                                                                |
| 3726  | Dernière actualisation : — |                                                                                                |                                                                                                |                                                                                                |                                                                                                |                                                                                                |                                                                                                |                                                                                                |                                                                                                |
| 3727  | (Circulaire) Gare de Lieusaint - Moissy ⥋ via Moissy-Cramayel — Château d'Eau - Claude Bernard | (Circulaire) Gare de Lieusaint - Moissy ⥋ via Moissy-Cramayel — Château d'Eau - Claude Bernard | (Circulaire) Gare de Lieusaint - Moissy ⥋ via Moissy-Cramayel — Château d'Eau - Claude Bernard | (Circulaire) Gare de Lieusaint - Moissy ⥋ via Moissy-Cramayel — Château d'Eau - Claude Bernard | (Circulaire) Gare de Lieusaint - Moissy ⥋ via Moissy-Cramayel — Château d'Eau - Claude Bernard | (Circulaire) Gare de Lieusaint - Moissy ⥋ via Moissy-Cramayel — Château d'Eau - Claude Bernard | (Circulaire) Gare de Lieusaint - Moissy ⥋ via Moissy-Cramayel — Château d'Eau - Claude Bernard | (Circulaire) Gare de Lieusaint - Moissy ⥋ via Moissy-Cramayel — Château d'Eau - Claude Bernard | (Circulaire) Gare de Lieusaint - Moissy ⥋ via Moissy-Cramayel — Château d'Eau - Claude Bernard |
| 3727  | Ouverture / Fermeture 3 janvier 2022 / — | Longueur —                                                                                     | Durée 15 min                                                                                   | Nb. d’arrêts 6                                                                                 | Matériel —                                                                                     | Jours de fonctionnement L, Ma, Me, J, V                                                        | Jour / Soir / Nuit / Fêtes O / N / N / N                                                       | Voy. / an —                                                                                    | Dépôt —                                                                                        |
| 3727  | Desserte : - Villes et lieux desservis : Lieusaint et Moissy-Cramayel - Gare desservie : Lieusaint - Moissy |                                                                                                |                                                                                                |                                                                                                |                                                                                                |                                                                                                |                                                                                                |                                                                                                |                                                                                                |
| 3727  | Autre : - Zone traversée : 5 - Arrêts non accessibles aux UFR : Aucun - Amplitudes horaires : La ligne fonctionne du lundi au vendredi de 6 h 20 à 20 h 15. - Date de dernière mise à jour : 1er janvier 2022.                                                 |                                                                                                |                                                                                                |                                                                                                |                                                                                                |                                                                                                |                                                                                                |                                                                                                |                                                                                                |
| 3727  | Dernière actualisation : — |                                                                                                |                                                                                                |                                                                                                |                                                                                                |                                                                                                |                                                                                                |                                                                                                |                                                                                                |

### Lignes de 3730 à 3739
| Ligne | Caractéristiques | Caractéristiques                                                           | Caractéristiques                                                           | Caractéristiques                                                           | Caractéristiques                                                           | Caractéristiques                                                           | Caractéristiques                                                           | Caractéristiques                                                           | Caractéristiques                                                           |
| 3732  | (Circulaire) Savigny-le-Temple - Nandy ⥋ via Savigny-le-Temple — La Grange | (Circulaire) Savigny-le-Temple - Nandy ⥋ via Savigny-le-Temple — La Grange | (Circulaire) Savigny-le-Temple - Nandy ⥋ via Savigny-le-Temple — La Grange | (Circulaire) Savigny-le-Temple - Nandy ⥋ via Savigny-le-Temple — La Grange | (Circulaire) Savigny-le-Temple - Nandy ⥋ via Savigny-le-Temple — La Grange | (Circulaire) Savigny-le-Temple - Nandy ⥋ via Savigny-le-Temple — La Grange | (Circulaire) Savigny-le-Temple - Nandy ⥋ via Savigny-le-Temple — La Grange | (Circulaire) Savigny-le-Temple - Nandy ⥋ via Savigny-le-Temple — La Grange | (Circulaire) Savigny-le-Temple - Nandy ⥋ via Savigny-le-Temple — La Grange |
| ----- | --- | -------------------------------------------------------------------------- | -------------------------------------------------------------------------- | -------------------------------------------------------------------------- | -------------------------------------------------------------------------- | -------------------------------------------------------------------------- | -------------------------------------------------------------------------- | -------------------------------------------------------------------------- | -------------------------------------------------------------------------- |
| 3732  | Ouverture / Fermeture 16 juillet 2018 / — | Longueur —                                                                 | Durée 25 min                                                               | Nb. d’arrêts 18                                                            | Matériel —                                                                 | Jours de fonctionnement L, Ma, Me, J, V, S, D                              | Jour / Soir / Nuit / Fêtes O / N / N / O                                   | Voy. / an —                                                                | Dépôt —                                                                    |
| 3732  | Desserte : - Ville et lieux desservis : Savigny-le-Temple - Gare desservie : Savigny-le-Temple - Nandy |                                                                            |                                                                            |                                                                            |                                                                            |                                                                            |                                                                            |                                                                            |                                                                            |
| 3732  | Autre : - Zone traversée : 5 - Arrêts non accessibles aux UFR : — - Amplitudes horaires : La ligne fonctionne du lundi au vendredi de 4 h 55 à 22 h 15, le samedi de 5 h 40 à 21 h et les dimanches et jours fériés à partir de 9 h 55. - Date de dernière mise à jour : 19 août 2018. |                                                                            |                                                                            |                                                                            |                                                                            |                                                                            |                                                                            |                                                                            |                                                                            |
| 3732  | Dernière actualisation : — |                                                                            |                                                                            |                                                                            |                                                                            |                                                                            |                                                                            |                                                                            |                                                                            |
| 3733  | (Circulaire) Savigny-le-Temple - Nandy ⥋ via Savigny-le-Temple — La Grange | (Circulaire) Savigny-le-Temple - Nandy ⥋ via Savigny-le-Temple — La Grange | (Circulaire) Savigny-le-Temple - Nandy ⥋ via Savigny-le-Temple — La Grange | (Circulaire) Savigny-le-Temple - Nandy ⥋ via Savigny-le-Temple — La Grange | (Circulaire) Savigny-le-Temple - Nandy ⥋ via Savigny-le-Temple — La Grange | (Circulaire) Savigny-le-Temple - Nandy ⥋ via Savigny-le-Temple — La Grange | (Circulaire) Savigny-le-Temple - Nandy ⥋ via Savigny-le-Temple — La Grange | (Circulaire) Savigny-le-Temple - Nandy ⥋ via Savigny-le-Temple — La Grange | (Circulaire) Savigny-le-Temple - Nandy ⥋ via Savigny-le-Temple — La Grange |
| 3733  | Ouverture / Fermeture 16 juillet 2018 / — | Longueur —                                                                 | Durée 25 min                                                               | Nb. d’arrêts 18                                                            | Matériel —                                                                 | Jours de fonctionnement L, Ma, Me, J, V, S, D                              | Jour / Soir / Nuit / Fêtes O / N / N / O                                   | Voy. / an —                                                                | Dépôt —                                                                    |
| 3733  | Desserte : - Ville et lieux desservis : Savigny-le-Temple - Gare desservie : Savigny-le-Temple - Nandy |                                                                            |                                                                            |                                                                            |                                                                            |                                                                            |                                                                            |                                                                            |                                                                            |
| 3733  | Autre : - Zone traversée : 5 - Arrêts non accessibles aux UFR : — - Amplitudes horaires : La ligne fonctionne du lundi au vendredi de 5 h 10 à 22 h 45, le samedi de 6 h 10 à 21 h 30 et les dimanches et jours fériés à partir de 10 h 25. - Date de dernière mise à jour : 19 août 2018. |                                                                            |                                                                            |                                                                            |                                                                            |                                                                            |                                                                            |                                                                            |                                                                            |
| 3733  | Dernière actualisation : — |                                                                            |                                                                            |                                                                            |                                                                            |                                                                            |                                                                            |                                                                            |                                                                            |
| 3734  | Savigny-le-Temple - Nandy ⥋ Nandy — Pavillon Royal | Savigny-le-Temple - Nandy ⥋ Nandy — Pavillon Royal                         | Savigny-le-Temple - Nandy ⥋ Nandy — Pavillon Royal                         | Savigny-le-Temple - Nandy ⥋ Nandy — Pavillon Royal                         | Savigny-le-Temple - Nandy ⥋ Nandy — Pavillon Royal                         | Savigny-le-Temple - Nandy ⥋ Nandy — Pavillon Royal                         | Savigny-le-Temple - Nandy ⥋ Nandy — Pavillon Royal                         | Savigny-le-Temple - Nandy ⥋ Nandy — Pavillon Royal                         | Savigny-le-Temple - Nandy ⥋ Nandy — Pavillon Royal                         |
| 3734  | Ouverture / Fermeture — / — | Longueur —                                                                 | Durée 28 min                                                               | Nb. d’arrêts 16                                                            | Matériel —                                                                 | Jours de fonctionnement L, Ma, Me, J, V, S                                 | Jour / Soir / Nuit / Fêtes O / N / N / N                                   | Voy. / an —                                                                | Dépôt —                                                                    |
| 3734  | Desserte : - Villes et lieux desservis : Savigny-le-Temple et Nandy - Gare desservie : Savigny-le-Temple - Nandy |                                                                            |                                                                            |                                                                            |                                                                            |                                                                            |                                                                            |                                                                            |                                                                            |
| 3734  | Autre : - Zone traversée : 5 - Arrêts non accessibles aux UFR : — - Amplitudes horaires : La ligne fonctionne du lundi au vendredi de 5 h 15 à 22 h 45 et le samedi de 6 h à 21 h 45. - Date de dernière mise à jour : 1er janvier 2022. |                                                                            |                                                                            |                                                                            |                                                                            |                                                                            |                                                                            |                                                                            |                                                                            |
| 3734  | Dernière actualisation : — |                                                                            |                                                                            |                                                                            |                                                                            |                                                                            |                                                                            |                                                                            |                                                                            |
| 3735  | Gare de Savigny-le-Temple - Nandy ⥋ Centre pénitentiaire | Gare de Savigny-le-Temple - Nandy ⥋ Centre pénitentiaire                   | Gare de Savigny-le-Temple - Nandy ⥋ Centre pénitentiaire                   | Gare de Savigny-le-Temple - Nandy ⥋ Centre pénitentiaire                   | Gare de Savigny-le-Temple - Nandy ⥋ Centre pénitentiaire                   | Gare de Savigny-le-Temple - Nandy ⥋ Centre pénitentiaire                   | Gare de Savigny-le-Temple - Nandy ⥋ Centre pénitentiaire                   | Gare de Savigny-le-Temple - Nandy ⥋ Centre pénitentiaire                   | Gare de Savigny-le-Temple - Nandy ⥋ Centre pénitentiaire                   |
| 3735  | Ouverture / Fermeture — / — | Longueur —                                                                 | Durée 5 min                                                                | Nb. d’arrêts 4                                                             | Matériel —                                                                 | Jours de fonctionnement L, Ma, Me, J, V, S, D                              | Jour / Soir / Nuit / Fêtes O / N / N / O                                   | Voy. / an —                                                                | Dépôt —                                                                    |
| 3735  | Desserte : - Villes et lieux desservis : Réau et Savigny-le-Temple. - Gares desservies : Savigny-le-Temple - Nandy. |                                                                            |                                                                            |                                                                            |                                                                            |                                                                            |                                                                            |                                                                            |                                                                            |
| 3735  | Autre : - Zone traversée : 5 - Amplitudes horaires : La ligne circule du lundi au dimanche et jours fériés de 6 h 55 à 20 h 20 - Particularités : La ligne est une desserte directe du centre pénitentiaire du sud-francilien. - Date de dernière mise à jour : 7 juillet 2021. |                                                                            |                                                                            |                                                                            |                                                                            |                                                                            |                                                                            |                                                                            |                                                                            |
| 3735  | Dernière actualisation : — |                                                                            |                                                                            |                                                                            |                                                                            |                                                                            |                                                                            |                                                                            |                                                                            |
| 3736  | Gare de Cesson ⥋ Savigny-le-Temple - Nandy | Gare de Cesson ⥋ Savigny-le-Temple - Nandy                                 | Gare de Cesson ⥋ Savigny-le-Temple - Nandy                                 | Gare de Cesson ⥋ Savigny-le-Temple - Nandy                                 | Gare de Cesson ⥋ Savigny-le-Temple - Nandy                                 | Gare de Cesson ⥋ Savigny-le-Temple - Nandy                                 | Gare de Cesson ⥋ Savigny-le-Temple - Nandy                                 | Gare de Cesson ⥋ Savigny-le-Temple - Nandy                                 | Gare de Cesson ⥋ Savigny-le-Temple - Nandy                                 |
| 3736  | Ouverture / Fermeture — / — | Longueur —                                                                 | Durée 35 min                                                               | Nb. d’arrêts 17                                                            | Matériel —                                                                 | Jours de fonctionnement L, Ma, Me, J, V, S, D                              | Jour / Soir / Nuit / Fêtes O / N / N / O                                   | Voy. / an —                                                                | Dépôt —                                                                    |
| 3736  | Desserte : - Villes et lieux desservis : Cesson et Savigny-le-Temple - Gares desservies : Cesson et Savigny-le-Temple - Nandy |                                                                            |                                                                            |                                                                            |                                                                            |                                                                            |                                                                            |                                                                            |                                                                            |
| 3736  | Autre : - Zone traversée : 5 - Arrêts non accessibles aux UFR : — - Amplitudes horaires : La ligne fonctionne du lundi au vendredi de 5 h 15 à 21 h 40, le samedi de 7 h à 21 h 10 et les dimanches et jours fériés de 9 h 20 à 21 h 50. - Particularités : - Les arrêts Écomusée et Noisement sont desservis du lundi au vendredi en période scolaire aux heures d'entrée et de sortie des établissements ; - Les arrêts Boissénart - La Haie et Boissénart - C. Commercial sont desservis le samedi à partir de 9 h et le dimanche et jours fériés toute la journée. - Date de dernière mise à jour : 1er janvier 2022. |                                                                            |                                                                            |                                                                            |                                                                            |                                                                            |                                                                            |                                                                            |                                                                            |
| 3736  | Dernière actualisation : — |                                                                            |                                                                            |                                                                            |                                                                            |                                                                            |                                                                            |                                                                            |                                                                            |
| 3737  | Savigny-le-Temple - Nandy ⥋ Nandy — Turquoises | Savigny-le-Temple - Nandy ⥋ Nandy — Turquoises                             | Savigny-le-Temple - Nandy ⥋ Nandy — Turquoises                             | Savigny-le-Temple - Nandy ⥋ Nandy — Turquoises                             | Savigny-le-Temple - Nandy ⥋ Nandy — Turquoises                             | Savigny-le-Temple - Nandy ⥋ Nandy — Turquoises                             | Savigny-le-Temple - Nandy ⥋ Nandy — Turquoises                             | Savigny-le-Temple - Nandy ⥋ Nandy — Turquoises                             | Savigny-le-Temple - Nandy ⥋ Nandy — Turquoises                             |
| 3737  | Ouverture / Fermeture — / — | Longueur —                                                                 | Durée 20 min                                                               | Nb. d’arrêts 11                                                            | Matériel —                                                                 | Jours de fonctionnement L, Ma, Me, J, V, S, D                              | Jour / Soir / Nuit / Fêtes O / N / N / O                                   | Voy. / an —                                                                | Dépôt —                                                                    |
| 3737  | Desserte : - Villes et lieux desservis : Savigny-le-Temple et Nandy - Gare desservie : Savigny-le-Temple - Nandy |                                                                            |                                                                            |                                                                            |                                                                            |                                                                            |                                                                            |                                                                            |                                                                            |
| 3737  | Autre : - Zone traversée : 5 - Arrêts non accessibles aux UFR : — - Amplitudes horaires : La ligne fonctionne du lundi au vendredi de 5 h 25 à 21 h 15, le samedi de 8 h à 21 h 15 et les dimanches et jours fériés de 10 h 55 à 21 h 10. - Date de dernière mise à jour : 1er janvier 2022. |                                                                            |                                                                            |                                                                            |                                                                            |                                                                            |                                                                            |                                                                            |                                                                            |
| 3737  | Dernière actualisation : — |                                                                            |                                                                            |                                                                            |                                                                            |                                                                            |                                                                            |                                                                            |                                                                            |

### Lignes de 3740 à 3749
| Ligne | Caractéristiques | Caractéristiques                                  | Caractéristiques                                  | Caractéristiques                                  | Caractéristiques                                  | Caractéristiques                                  | Caractéristiques                                  | Caractéristiques                                  | Caractéristiques                                  |
| 3741  | Gare de Cesson ⥋ Cesson — Aubépine | Gare de Cesson ⥋ Cesson — Aubépine                | Gare de Cesson ⥋ Cesson — Aubépine                | Gare de Cesson ⥋ Cesson — Aubépine                | Gare de Cesson ⥋ Cesson — Aubépine                | Gare de Cesson ⥋ Cesson — Aubépine                | Gare de Cesson ⥋ Cesson — Aubépine                | Gare de Cesson ⥋ Cesson — Aubépine                | Gare de Cesson ⥋ Cesson — Aubépine                |
| ----- | --- | ------------------------------------------------- | ------------------------------------------------- | ------------------------------------------------- | ------------------------------------------------- | ------------------------------------------------- | ------------------------------------------------- | ------------------------------------------------- | ------------------------------------------------- |
| 3741  | Ouverture / Fermeture — / — | Longueur —                                        | Durée 15-20 min                                   | Nb. d’arrêts 10                                   | Matériel —                                        | Jours de fonctionnement L, Ma, Me, J, V, S        | Jour / Soir / Nuit / Fêtes O / N / N / N          | Voy. / an —                                       | Dépôt —                                           |
| 3741  | Desserte : - Ville et lieux desservis : Cesson - Gare desservie : Cesson |                                                   |                                                   |                                                   |                                                   |                                                   |                                                   |                                                   |                                                   |
| 3741  | Autre : - Zone traversée : 5 - Arrêts non accessibles aux UFR : — - Amplitudes horaires : La ligne fonctionne du lundi au vendredi de 5 h 15 à 21 h 40 et le samedi de 6 h à 21 h 10. - Particularités : Les arrêts Route de Saint-Leu et Cesson — Mairie sont desservis aux heures creuses. - Date de dernière mise à jour : 19 août 2018.                                        |                                                   |                                                   |                                                   |                                                   |                                                   |                                                   |                                                   |                                                   |
| 3741  | Dernière actualisation : — |                                                   |                                                   |                                                   |                                                   |                                                   |                                                   |                                                   |                                                   |
| 3742  | Gare de Cesson ⥋ Vert-Saint-Denis — Hautes Billes | Gare de Cesson ⥋ Vert-Saint-Denis — Hautes Billes | Gare de Cesson ⥋ Vert-Saint-Denis — Hautes Billes | Gare de Cesson ⥋ Vert-Saint-Denis — Hautes Billes | Gare de Cesson ⥋ Vert-Saint-Denis — Hautes Billes | Gare de Cesson ⥋ Vert-Saint-Denis — Hautes Billes | Gare de Cesson ⥋ Vert-Saint-Denis — Hautes Billes | Gare de Cesson ⥋ Vert-Saint-Denis — Hautes Billes | Gare de Cesson ⥋ Vert-Saint-Denis — Hautes Billes |
| 3742  | Ouverture / Fermeture — / — | Longueur —                                        | Durée 25-30 min                                   | Nb. d’arrêts 16                                   | Matériel —                                        | Jours de fonctionnement L, Ma, Me, J, V, S, D     | Jour / Soir / Nuit / Fêtes O / N / N / O          | Voy. / an —                                       | Dépôt —                                           |
| 3742  | Desserte : - Villes et lieux desservis : Cesson et Vert-Saint-Denis - Gare desservie : Cesson |                                                   |                                                   |                                                   |                                                   |                                                   |                                                   |                                                   |                                                   |
| 3742  | Autre : - Zone traversée : 5 - Arrêts non accessibles aux UFR : — - Amplitudes horaires : La ligne fonctionne du lundi au vendredi de 5 h 5 à 22 h 20, le samedi de 10 h 35 à 21 h 55 et le dimanche et jours fériés de 10 h 20 à 20 h 55. - Particularités : à certains services, la ligne dessert le hameau de Pouilly-le-Fort. - Date de dernière mise à jour : 8 janvier 2023. |                                                   |                                                   |                                                   |                                                   |                                                   |                                                   |                                                   |                                                   |
| 3742  | Dernière actualisation : — |                                                   |                                                   |                                                   |                                                   |                                                   |                                                   |                                                   |                                                   |
| 3743  | Gare de Cesson ⥋ Vert-Saint-Denis — Hautes Billes | Gare de Cesson ⥋ Vert-Saint-Denis — Hautes Billes | Gare de Cesson ⥋ Vert-Saint-Denis — Hautes Billes | Gare de Cesson ⥋ Vert-Saint-Denis — Hautes Billes | Gare de Cesson ⥋ Vert-Saint-Denis — Hautes Billes | Gare de Cesson ⥋ Vert-Saint-Denis — Hautes Billes | Gare de Cesson ⥋ Vert-Saint-Denis — Hautes Billes | Gare de Cesson ⥋ Vert-Saint-Denis — Hautes Billes | Gare de Cesson ⥋ Vert-Saint-Denis — Hautes Billes |
| 3743  | Ouverture / Fermeture — / — | Longueur —                                        | Durée 25 min                                      | Nb. d’arrêts 16                                   | Matériel —                                        | Jours de fonctionnement L, Ma, Me, J, V, S, D     | Jour / Soir / Nuit / Fêtes O / N / N / O          | Voy. / an —                                       | Dépôt —                                           |
| 3743  | Desserte : - Villes et lieux desservis : Cesson et Vert-Saint-Denis - Gare desservie : Cesson |                                                   |                                                   |                                                   |                                                   |                                                   |                                                   |                                                   |                                                   |
| 3743  | Autre : - Zone traversée : 5 - Arrêts non accessibles aux UFR : — - Amplitudes horaires : La ligne fonctionne du lundi au vendredi de 5 h 5 à 22 h 50, le samedi de 6 h 5 à 15 h 20 et le dimanche et jours fériés de 9 h 50 à 20 h 20. - Particularités : à certains services, la ligne dessert le hameau de Pouilly-le-Fort. - Date de dernière mise à jour : 8 janvier 2023.    |                                                   |                                                   |                                                   |                                                   |                                                   |                                                   |                                                   |                                                   |
| 3743  | Dernière actualisation : — |                                                   |                                                   |                                                   |                                                   |                                                   |                                                   |                                                   |                                                   |
| 3744  | Gare de Cesson ⥋ Nandy — Clairière | Gare de Cesson ⥋ Nandy — Clairière                | Gare de Cesson ⥋ Nandy — Clairière                | Gare de Cesson ⥋ Nandy — Clairière                | Gare de Cesson ⥋ Nandy — Clairière                | Gare de Cesson ⥋ Nandy — Clairière                | Gare de Cesson ⥋ Nandy — Clairière                | Gare de Cesson ⥋ Nandy — Clairière                | Gare de Cesson ⥋ Nandy — Clairière                |
| 3744  | Ouverture / Fermeture 16 juillet 2018 / — | Longueur —                                        | Durée 28 min                                      | Nb. d’arrêts 7                                    | Matériel —                                        | Jours de fonctionnement L, Ma, Me, J, V           | Jour / Soir / Nuit / Fêtes O / N / N / N          | Voy. / an —                                       | Dépôt —                                           |
| 3744  | Desserte : - Villes et lieux desservis : Cesson, Savigny-le-Temple et Nandy - Gares desservies : Cesson |                                                   |                                                   |                                                   |                                                   |                                                   |                                                   |                                                   |                                                   |
| 3744  | Autre : - Zone traversée : 5 - Arrêts non accessibles aux UFR : — - Amplitudes horaires : La ligne fonctionne du lundi au vendredi à raison de quatre départs par jour. - Date de dernière mise à jour : 1er janvier 2022. |                                                   |                                                   |                                                   |                                                   |                                                   |                                                   |                                                   |                                                   |
| 3744  | Dernière actualisation : — |                                                   |                                                   |                                                   |                                                   |                                                   |                                                   |                                                   |                                                   |

### Lignes de 3750 à 3759
| Ligne | Caractéristiques | Caractéristiques                                                                                    | Caractéristiques                                                                                    | Caractéristiques                                                                                    | Caractéristiques                                                                                    | Caractéristiques                                                                                    | Caractéristiques                                                                                    | Caractéristiques                                                                                    | Caractéristiques                                                                                    |
| 3751  | Gare de Lieusaint - Moissy ⥋ Limoges-Fourches — Villaroche Nord | Gare de Lieusaint - Moissy ⥋ Limoges-Fourches — Villaroche Nord                                     | Gare de Lieusaint - Moissy ⥋ Limoges-Fourches — Villaroche Nord                                     | Gare de Lieusaint - Moissy ⥋ Limoges-Fourches — Villaroche Nord                                     | Gare de Lieusaint - Moissy ⥋ Limoges-Fourches — Villaroche Nord                                     | Gare de Lieusaint - Moissy ⥋ Limoges-Fourches — Villaroche Nord                                     | Gare de Lieusaint - Moissy ⥋ Limoges-Fourches — Villaroche Nord                                     | Gare de Lieusaint - Moissy ⥋ Limoges-Fourches — Villaroche Nord                                     | Gare de Lieusaint - Moissy ⥋ Limoges-Fourches — Villaroche Nord                                     |
| ----- | --- | --------------------------------------------------------------------------------------------------- | --------------------------------------------------------------------------------------------------- | --------------------------------------------------------------------------------------------------- | --------------------------------------------------------------------------------------------------- | --------------------------------------------------------------------------------------------------- | --------------------------------------------------------------------------------------------------- | --------------------------------------------------------------------------------------------------- | --------------------------------------------------------------------------------------------------- |
| 3751  | Ouverture / Fermeture — / — | Longueur —                                                                                          | Durée 20-25 min                                                                                     | Nb. d’arrêts 9                                                                                      | Matériel Articulés Standards                                                                        | Jours de fonctionnement L, Ma, Me, J, V                                                             | Jour / Soir / Nuit / Fêtes O / N / N / N                                                            | Voy. / an —                                                                                         | Dépôt Lieusaint                                                                                     |
| 3751  | Desserte : - Villes et lieux desservis : Lieusaint, Moissy-Cramayel, Réau, Montereau-sur-le-Jard et Limoges-Fourches - Gare desservie : Lieusaint - Moissy | | | | | | | | |
| 3751  | Autre : - Zone traversée : 5 - Arrêts non accessibles aux UFR : — - Amplitudes horaires : La ligne fonctionne du lundi au vendredi de 4 h 25 à 22 h 45. - Particularité(s) : Cette ligne, jumelle avec la ligne 52 est en correspondance avec cette dernière dans une grande partie de son parcours, en plus d'être remplacée en partie par cette dernière le samedi. - Date de dernière mise à jour : 5 septembre 2024. | | | | | | | | |
| 3751  | Dernière actualisation : — | | | | | | | | |
| 3752  | Gare de Lieusaint - Moissy ⥋ Montereau-sur-le-Jard — Adrienne Bolland | Gare de Lieusaint - Moissy ⥋ Montereau-sur-le-Jard — Adrienne Bolland                               | Gare de Lieusaint - Moissy ⥋ Montereau-sur-le-Jard — Adrienne Bolland                               | Gare de Lieusaint - Moissy ⥋ Montereau-sur-le-Jard — Adrienne Bolland                               | Gare de Lieusaint - Moissy ⥋ Montereau-sur-le-Jard — Adrienne Bolland                               | Gare de Lieusaint - Moissy ⥋ Montereau-sur-le-Jard — Adrienne Bolland                               | Gare de Lieusaint - Moissy ⥋ Montereau-sur-le-Jard — Adrienne Bolland                               | Gare de Lieusaint - Moissy ⥋ Montereau-sur-le-Jard — Adrienne Bolland                               | Gare de Lieusaint - Moissy ⥋ Montereau-sur-le-Jard — Adrienne Bolland                               |
| 3752  | Ouverture / Fermeture 16 septembre 2024 / — | Longueur —                                                                                          | Durée 15-20 min                                                                                     | Nb. d’arrêts 8                                                                                      | Matériel Articulés Standards                                                                        | Jours de fonctionnement L, Ma, Me, J, V, S                                                          | Jour / Soir / Nuit / Fêtes O / O / N / N                                                            | Voy. / an —                                                                                         | Dépôt Lieusaint                                                                                     |
| 3752  | Desserte : - Villes et lieux desservis : Lieusaint, Moissy-Cramayel, Réau, et Montereau-sur-le-Jard - Gare desservie : Lieusaint - Moissy | | | | | | | | |
| 3752  | Autre : - Zone traversée : 5 - Arrêts non accessibles aux UFR : — - Amplitudes horaires : La ligne fonctionne du lundi au vendredi de 5 h 10 à 23 h 5 et le samedi à raison de : - deux aller en direction de Adrienne Bolland en extrême matinée à 4 h 40 et 5 h 10. - deux aller-retour entre 12 h 15 et 14 h 0. - deux retour en direction de Lieusaint le soir à 20 h 32 et 21 h 20 - Particularité(s) : - Les arrêts SAFRAN Montereau et Centre Aéronautique ne sont pas desservis le samedi. - Cette ligne, jumelle avec la ligne 51 est en correspondance avec cette dernière dans une grande partie de son parcours, en plus de la remplacer en partie le samedi. - Date de dernière mise à jour : 5 septembre 2024. | | | | | | | | |
| 3752  | Dernière actualisation : — | | | | | | | | |
| 3753  | Morsang-sur-Seine — Mairie ⥋ Saint-Pierre-du-Perray — Le Fresne | Morsang-sur-Seine — Mairie ⥋ Saint-Pierre-du-Perray — Le Fresne                                     | Morsang-sur-Seine — Mairie ⥋ Saint-Pierre-du-Perray — Le Fresne                                     | Morsang-sur-Seine — Mairie ⥋ Saint-Pierre-du-Perray — Le Fresne                                     | Morsang-sur-Seine — Mairie ⥋ Saint-Pierre-du-Perray — Le Fresne                                     | Morsang-sur-Seine — Mairie ⥋ Saint-Pierre-du-Perray — Le Fresne                                     | Morsang-sur-Seine — Mairie ⥋ Saint-Pierre-du-Perray — Le Fresne                                     | Morsang-sur-Seine — Mairie ⥋ Saint-Pierre-du-Perray — Le Fresne                                     | Morsang-sur-Seine — Mairie ⥋ Saint-Pierre-du-Perray — Le Fresne                                     |
| 3753  | Ouverture / Fermeture — / — | Longueur —                                                                                          | Durée 20 min                                                                                        | Nb. d’arrêts 19                                                                                     | Matériel —                                                                                          | Jours de fonctionnement L, Ma, Me, J, V, S                                                          | Jour / Soir / Nuit / Fêtes O / N / N / N                                                            | Voy. / an —                                                                                         | Dépôt —                                                                                             |
| 3753  | Desserte : - Villes et lieux desservis : Morsang-sur-Seine, Saintry-sur-Seine et Saint-Pierre-du-Perray | | | | | | | | |
| 3753  | Autre : - Zone traversée : 5 - Arrêts non accessibles aux UFR : — - Amplitudes horaires : La ligne fonctionne du lundi au vendredi de 7 h à 20 h et le samedi de 9 h 5 à 21 h 5. - Date de dernière mise à jour : 19 août 2018. | | | | | | | | |
| 3753  | Dernière actualisation : — | | | | | | | | |
| 3754  | Porte de Saint-Cloud ⥋ Montereau-sur-le-Jard — SNECMA - Montereau | Porte de Saint-Cloud ⥋ Montereau-sur-le-Jard — SNECMA - Montereau                                   | Porte de Saint-Cloud ⥋ Montereau-sur-le-Jard — SNECMA - Montereau                                   | Porte de Saint-Cloud ⥋ Montereau-sur-le-Jard — SNECMA - Montereau                                   | Porte de Saint-Cloud ⥋ Montereau-sur-le-Jard — SNECMA - Montereau                                   | Porte de Saint-Cloud ⥋ Montereau-sur-le-Jard — SNECMA - Montereau                                   | Porte de Saint-Cloud ⥋ Montereau-sur-le-Jard — SNECMA - Montereau                                   | Porte de Saint-Cloud ⥋ Montereau-sur-le-Jard — SNECMA - Montereau                                   | Porte de Saint-Cloud ⥋ Montereau-sur-le-Jard — SNECMA - Montereau                                   |
| 3754  | Ouverture / Fermeture — / — | Longueur —                                                                                          | Durée 75-90 min                                                                                     | Nb. d’arrêts 16                                                                                     | Matériel Autocars                                                                                   | Jours de fonctionnement L, Ma, Me, J, V                                                             | Jour / Soir / Nuit / Fêtes O / N / N / N                                                            | Voy. / an —                                                                                         | Dépôt Lieusaint                                                                                     |
| 3754  | Desserte : - Villes et lieux desservis : Paris, Évry-Courcouronnes, Corbeil-Essonnes, Réau et Montereau-sur-le-Jard - Stations et gares desservies : Porte de Saint-Cloud, Pont du Garigliano, Balard, Porte de Versailles, Georges Brassens, Brancion, Porte de Vanves, Jean Moulin et Porte d'Orléans | | | | | | | | |
| 3754  | Autre : - Zones traversées : 1 et 5 - Arrêts non accessibles aux UFR : — - Amplitudes horaires : La ligne fonctionne du lundi au vendredi de 6 h 20 à 8 h 20 puis de 16 h 30 à 18 h 40. - Date de dernière mise à jour : 9 janvier 2020. | | | | | | | | |
| 3754  | Dernière actualisation : — | | | | | | | | |
| 3755  | Gare de Massy - Palaiseau ⥋ Gare de Lieusaint - Moissy / Montereau-sur-le-Jard — SNECMA - Montereau | Gare de Massy - Palaiseau ⥋ Gare de Lieusaint - Moissy / Montereau-sur-le-Jard — SNECMA - Montereau | Gare de Massy - Palaiseau ⥋ Gare de Lieusaint - Moissy / Montereau-sur-le-Jard — SNECMA - Montereau | Gare de Massy - Palaiseau ⥋ Gare de Lieusaint - Moissy / Montereau-sur-le-Jard — SNECMA - Montereau | Gare de Massy - Palaiseau ⥋ Gare de Lieusaint - Moissy / Montereau-sur-le-Jard — SNECMA - Montereau | Gare de Massy - Palaiseau ⥋ Gare de Lieusaint - Moissy / Montereau-sur-le-Jard — SNECMA - Montereau | Gare de Massy - Palaiseau ⥋ Gare de Lieusaint - Moissy / Montereau-sur-le-Jard — SNECMA - Montereau | Gare de Massy - Palaiseau ⥋ Gare de Lieusaint - Moissy / Montereau-sur-le-Jard — SNECMA - Montereau | Gare de Massy - Palaiseau ⥋ Gare de Lieusaint - Moissy / Montereau-sur-le-Jard — SNECMA - Montereau |
| 3755  | Ouverture / Fermeture — / — | Longueur —                                                                                          | Durée 45-70 min                                                                                     | Nb. d’arrêts 10                                                                                     | Matériel Autocars                                                                                   | Jours de fonctionnement L, Ma, Me, J, V                                                             | Jour / Soir / Nuit / Fêtes O / N / N / N                                                            | Voy. / an —                                                                                         | Dépôt Lieusaint                                                                                     |
| 3755  | Desserte : - Villes et lieux desservis : Massy, Longjumeau, Chilly-Mazarin, Corbeil-Essonnes, Saint-Pierre-du-Perray, Lieusaint, Réau et Montereau-sur-le-Jard - Gares desservies : Massy - Palaiseau, Chilly-Mazarin et Lieusaint - Moissy | | | | | | | | |
| 3755  | Autre : - Zones traversées : 4 et 5 - Arrêts non accessibles aux UFR : — - Amplitudes horaires : La ligne fonctionne du lundi au vendredi de 5 h 50 à 8 h 45 puis de 16 h 40 à 19 h 45. - Particularités : Les arrêts 8 mai 1945, Place Steber (le matin), Charles de Gaulle (l'après-midi), Centre Aéronautique et SNECMA - Montereau sont desservis le matin en direction de Montereau-sur-le-Jard et le soir dans le sens inverse. - Date de dernière mise à jour : 19 août 2018. | | | | | | | | |
| 3755  | Dernière actualisation : — | | | | | | | | |

### Lignes de 3770 à 3779
| Ligne | Caractéristiques | Caractéristiques                                                                             | Caractéristiques                                                                             | Caractéristiques                                                                             | Caractéristiques                                                                             | Caractéristiques                                                                             | Caractéristiques                                                                             | Caractéristiques                                                                             | Caractéristiques                                                                             |
| 3771  | Gare de Combs-la-Ville - Quincy ⥋ Melun — Centre Culturel | Gare de Combs-la-Ville - Quincy ⥋ Melun — Centre Culturel                                    | Gare de Combs-la-Ville - Quincy ⥋ Melun — Centre Culturel                                    | Gare de Combs-la-Ville - Quincy ⥋ Melun — Centre Culturel                                    | Gare de Combs-la-Ville - Quincy ⥋ Melun — Centre Culturel                                    | Gare de Combs-la-Ville - Quincy ⥋ Melun — Centre Culturel                                    | Gare de Combs-la-Ville - Quincy ⥋ Melun — Centre Culturel                                    | Gare de Combs-la-Ville - Quincy ⥋ Melun — Centre Culturel                                    | Gare de Combs-la-Ville - Quincy ⥋ Melun — Centre Culturel                                    |
| ----- | --- | -------------------------------------------------------------------------------------------- | -------------------------------------------------------------------------------------------- | -------------------------------------------------------------------------------------------- | -------------------------------------------------------------------------------------------- | -------------------------------------------------------------------------------------------- | -------------------------------------------------------------------------------------------- | -------------------------------------------------------------------------------------------- | -------------------------------------------------------------------------------------------- |
| 3771  | Ouverture / Fermeture 27 août 2018 / — | Longueur —                                                                                   | Durée 45-95 min                                                                              | Nb. d’arrêts 37                                                                              | Matériel —                                                                                   | Jours de fonctionnement L, Ma, Me, J, V, S                                                   | Jour / Soir / Nuit / Fêtes O / N / N / N                                                     | Voy. / an —                                                                                  | Dépôt —                                                                                      |
| 3771  | Desserte : - Villes et lieux desservis : Combs-la-Ville, Lieusaint, Tigery, Moissy-Cramayel, Réau, Vert-Saint-Denis, Melun et Vaux-le-Pénil - Gares desservies : Combs-la-Ville - Quincy et Lieusaint - Moissy |                                                                                              |                                                                                              |                                                                                              |                                                                                              |                                                                                              |                                                                                              |                                                                                              |                                                                                              |
| 3771  | Autre : - Zone traversée : 5 - Arrêts non accessibles aux UFR : — - Amplitudes horaires : La ligne fonctionne du lundi au vendredi de 6 h 45 à 19 h 5 et le samedi de 6 h 40 à 19 h 45. - Date de dernière mise à jour : 19 août 2018. |                                                                                              |                                                                                              |                                                                                              |                                                                                              |                                                                                              |                                                                                              |                                                                                              |                                                                                              |
| 3771  | Dernière actualisation : — |                                                                                              |                                                                                              |                                                                                              |                                                                                              |                                                                                              |                                                                                              |                                                                                              |                                                                                              |
| 3772  | Gare de Combs-la-Ville - Quincy ⥋ Voisenon — Château du Jard | Gare de Combs-la-Ville - Quincy ⥋ Voisenon — Château du Jard                                 | Gare de Combs-la-Ville - Quincy ⥋ Voisenon — Château du Jard                                 | Gare de Combs-la-Ville - Quincy ⥋ Voisenon — Château du Jard                                 | Gare de Combs-la-Ville - Quincy ⥋ Voisenon — Château du Jard                                 | Gare de Combs-la-Ville - Quincy ⥋ Voisenon — Château du Jard                                 | Gare de Combs-la-Ville - Quincy ⥋ Voisenon — Château du Jard                                 | Gare de Combs-la-Ville - Quincy ⥋ Voisenon — Château du Jard                                 | Gare de Combs-la-Ville - Quincy ⥋ Voisenon — Château du Jard                                 |
| 3772  | Ouverture / Fermeture 3 septembre 2018 / — | Longueur —                                                                                   | Durée 60-65 min                                                                              | Nb. d’arrêts 26                                                                              | Matériel —                                                                                   | Jours de fonctionnement L, Ma, Me, J, V                                                      | Jour / Soir / Nuit / Fêtes O / N / N / N                                                     | Voy. / an —                                                                                  | Dépôt —                                                                                      |
| 3772  | Desserte : - Villes et lieux desservis : Savigny-le-Temple, Lieusaint, Moissy-Cramayel, Réau, Vert-Saint-Denis et Voisenon - Gares desservies : Combs-la-Ville - Quincy et Lieusaint - Moissy |                                                                                              |                                                                                              |                                                                                              |                                                                                              |                                                                                              |                                                                                              |                                                                                              |                                                                                              |
| 3772  | Autre : - Zone traversée : 5 - Arrêts non accessibles aux UFR : — - Amplitudes horaires : La ligne fonctionne du lundi au vendredi en période scolaire de 7 h 10 à 8 h 10 puis de 16 h 50 à 17 h 55 (lundi, mardi, jeudi et vendredi) / de 12 h 20 à 13 h 20 (le mercredi uniquement). - Date de dernière mise à jour : 19 août 2018. |                                                                                              |                                                                                              |                                                                                              |                                                                                              |                                                                                              |                                                                                              |                                                                                              |                                                                                              |
| 3772  | Dernière actualisation : — |                                                                                              |                                                                                              |                                                                                              |                                                                                              |                                                                                              |                                                                                              |                                                                                              |                                                                                              |
| 3773  | Gare de Savigny-le-Temple - Nandy / Gare de Cesson ⥋ Vert-Saint-Denis — Lycée Sonia-Delaunay | Gare de Savigny-le-Temple - Nandy / Gare de Cesson ⥋ Vert-Saint-Denis — Lycée Sonia-Delaunay | Gare de Savigny-le-Temple - Nandy / Gare de Cesson ⥋ Vert-Saint-Denis — Lycée Sonia-Delaunay | Gare de Savigny-le-Temple - Nandy / Gare de Cesson ⥋ Vert-Saint-Denis — Lycée Sonia-Delaunay | Gare de Savigny-le-Temple - Nandy / Gare de Cesson ⥋ Vert-Saint-Denis — Lycée Sonia-Delaunay | Gare de Savigny-le-Temple - Nandy / Gare de Cesson ⥋ Vert-Saint-Denis — Lycée Sonia-Delaunay | Gare de Savigny-le-Temple - Nandy / Gare de Cesson ⥋ Vert-Saint-Denis — Lycée Sonia-Delaunay | Gare de Savigny-le-Temple - Nandy / Gare de Cesson ⥋ Vert-Saint-Denis — Lycée Sonia-Delaunay | Gare de Savigny-le-Temple - Nandy / Gare de Cesson ⥋ Vert-Saint-Denis — Lycée Sonia-Delaunay |
| 3773  | Ouverture / Fermeture 3 septembre 2018 / — | Longueur —                                                                                   | Durée 5-35 min                                                                               | Nb. d’arrêts 21                                                                              | Matériel —                                                                                   | Jours de fonctionnement L, Ma, Me, J, V, S                                                   | Jour / Soir / Nuit / Fêtes O / N / N / N                                                     | Voy. / an —                                                                                  | Dépôt —                                                                                      |
| 3773  | Desserte : - Villes et lieux desservis : Savigny-le-Temple, Nandy, Cesson et Vert-Saint-Denis - Gares desservies : Savigny-le-Temple - Nandy et Cesson |                                                                                              |                                                                                              |                                                                                              |                                                                                              |                                                                                              |                                                                                              |                                                                                              |                                                                                              |
| 3773  | Autre : - Zone traversée : 5 - Arrêts non accessibles aux UFR : — - Amplitudes horaires : La ligne fonctionne en période scolaire : - du lundi au vendredi de 7 h 10 à 9 h 50 puis de 15 h 40 à 18 h 15 (lundi, mardi, jeudi et vendredi) / de 12 h 10 à 12 h 45 (le mercredi uniquement) ; - le samedi de 7 h 10 à 8 h 50 puis de 12 h 10 à 12 h 45. - Date de dernière mise à jour : 19 août 2018. |                                                                                              |                                                                                              |                                                                                              |                                                                                              |                                                                                              |                                                                                              |                                                                                              |                                                                                              |
| 3773  | Dernière actualisation : — |                                                                                              |                                                                                              |                                                                                              |                                                                                              |                                                                                              |                                                                                              |                                                                                              |                                                                                              |
| 3774  | Couture ⥋ Lycée Jacques Prévert | Couture ⥋ Lycée Jacques Prévert                                                              | Couture ⥋ Lycée Jacques Prévert                                                              | Couture ⥋ Lycée Jacques Prévert                                                              | Couture ⥋ Lycée Jacques Prévert                                                              | Couture ⥋ Lycée Jacques Prévert                                                              | Couture ⥋ Lycée Jacques Prévert                                                              | Couture ⥋ Lycée Jacques Prévert                                                              | Couture ⥋ Lycée Jacques Prévert                                                              |
| 3774  | Ouverture / Fermeture — / — | Longueur —                                                                                   | Durée 15 min                                                                                 | Nb. d’arrêts 11                                                                              | Matériel —                                                                                   | Jours de fonctionnement L, Ma, Me, J, V, S                                                   | Jour / Soir / Nuit / Fêtes O / N / N / N                                                     | Voy. / an —                                                                                  | Dépôt —                                                                                      |
| 3774  | Desserte : - Villes et lieux desservis : Combs-la-Ville |                                                                                              |                                                                                              |                                                                                              |                                                                                              |                                                                                              |                                                                                              |                                                                                              |                                                                                              |
| 3774  | Autre : - Zone traversée : 5 - Arrêts non accessibles aux UFR : — - Amplitudes horaires : La ligne fonctionne en période scolaire : - du lundi au vendredi de 7 h 58 à 9 h 12 puis de 16 h 14 à 17 h 23 (lundi, mardi, jeudi et vendredi) / de 12 h 39 à 12 h 53 (le mercredi uniquement) ; - le samedi de 7 h 59 à 9 h 12 puis de 12 h 38 à 12 h 51. - Date de dernière mise à jour : 14 décembre 2021. |                                                                                              |                                                                                              |                                                                                              |                                                                                              |                                                                                              |                                                                                              |                                                                                              |                                                                                              |
| 3774  | Dernière actualisation : — |                                                                                              |                                                                                              |                                                                                              |                                                                                              |                                                                                              |                                                                                              |                                                                                              |                                                                                              |
| 3775  | Saint-Germain-lès-Corbeil — Collège La Tuilerie ⥋ Tigery — Les Vignes | Saint-Germain-lès-Corbeil — Collège La Tuilerie ⥋ Tigery — Les Vignes                        | Saint-Germain-lès-Corbeil — Collège La Tuilerie ⥋ Tigery — Les Vignes                        | Saint-Germain-lès-Corbeil — Collège La Tuilerie ⥋ Tigery — Les Vignes                        | Saint-Germain-lès-Corbeil — Collège La Tuilerie ⥋ Tigery — Les Vignes                        | Saint-Germain-lès-Corbeil — Collège La Tuilerie ⥋ Tigery — Les Vignes                        | Saint-Germain-lès-Corbeil — Collège La Tuilerie ⥋ Tigery — Les Vignes                        | Saint-Germain-lès-Corbeil — Collège La Tuilerie ⥋ Tigery — Les Vignes                        | Saint-Germain-lès-Corbeil — Collège La Tuilerie ⥋ Tigery — Les Vignes                        |
| 3775  | Ouverture / Fermeture — / — | Longueur —                                                                                   | Durée 20 min                                                                                 | Nb. d’arrêts 9                                                                               | Matériel —                                                                                   | Jours de fonctionnement L, Ma, Me, J, V                                                      | Jour / Soir / Nuit / Fêtes O / N / N / N                                                     | Voy. / an —                                                                                  | Dépôt —                                                                                      |
| 3775  | Desserte : - Villes et lieux desservis : Saint-Germain-lès-Corbeil et Tigery |                                                                                              |                                                                                              |                                                                                              |                                                                                              |                                                                                              |                                                                                              |                                                                                              |                                                                                              |
| 3775  | Autre : - Zone traversée : 5 - Arrêts non accessibles aux UFR : — - Amplitudes horaires : La ligne fonctionne du lundi au vendredi en période scolaire de 7 h 35 à 8 h 50 puis de 16 h 10 à 17 h 25 (lundi, mardi, jeudi et vendredi) / de 11 h 20 à 12 h 35 (le mercredi uniquement). - Date de dernière mise à jour : 19 août 2018. |                                                                                              |                                                                                              |                                                                                              |                                                                                              |                                                                                              |                                                                                              |                                                                                              |                                                                                              |
| 3775  | Dernière actualisation : — |                                                                                              |                                                                                              |                                                                                              |                                                                                              |                                                                                              |                                                                                              |                                                                                              |                                                                                              |
| 3776  | Lieusaint — Carré Trait d'Union ou Nandy ⥋ Établissements scolaires de Melun | Lieusaint — Carré Trait d'Union ou Nandy ⥋ Établissements scolaires de Melun                 | Lieusaint — Carré Trait d'Union ou Nandy ⥋ Établissements scolaires de Melun                 | Lieusaint — Carré Trait d'Union ou Nandy ⥋ Établissements scolaires de Melun                 | Lieusaint — Carré Trait d'Union ou Nandy ⥋ Établissements scolaires de Melun                 | Lieusaint — Carré Trait d'Union ou Nandy ⥋ Établissements scolaires de Melun                 | Lieusaint — Carré Trait d'Union ou Nandy ⥋ Établissements scolaires de Melun                 | Lieusaint — Carré Trait d'Union ou Nandy ⥋ Établissements scolaires de Melun                 | Lieusaint — Carré Trait d'Union ou Nandy ⥋ Établissements scolaires de Melun                 |
| 3776  | Ouverture / Fermeture 3 septembre 2018 / — | Longueur —                                                                                   | Durée 25-60 min                                                                              | Nb. d’arrêts 37                                                                              | Matériel —                                                                                   | Jours de fonctionnement L, Ma, Me, J, V, S                                                   | Jour / Soir / Nuit / Fêtes O / N / N / N                                                     | Voy. / an —                                                                                  | Dépôt —                                                                                      |
| 3776  | Desserte : - Villes et lieux desservis : Lieusaint (centre commercial Carré Sénart, Théâtre-Sénart, site de la communauté d'agglomération Grand Paris Sud, campus Grand Paris Sud - Icam) Savigny-le-Temple (siège de l'EpaSénart, domaine de la Grange, collège Henri-Wallon, complexe sportif et stade nautique Jean-Bouin, lycée Pierre-Mendès-France, collège Louis-Armand, lycée Antonin-Carême, hôtel de ville, salle Le Millénaire, salle L'Empreinte, parc et stade d'honneur Jean-Bouin, collège La Grange aux Bois, halle des sports Jean-Zay), Nandy (collège Robert-Buron, conservatoire de musique, gymnase des 18 Sous, mairie, bibliothèque Marguerite-Yourcenar, salle La Bergerie, médiathèque des Cités Unies, cimetière ancien, église Saint-Germain-d'Auxerre de Savigny-le-Temple, cimetière nouveau), Cesson (parc urbain, collège Grand Parc, EHPAD Parc aux Chênes, piscine intercommunale Georges et Rolande Hangodokoff), Vert-Saint-Denis (maison de l'environnement), Le Mée-sur-Seine (lycée George-Sand, EHPAD La Ferme du Marais) et Melun (parc Crema, lycée Léonard-de-Vinci, collège Les Capucines, lycée Jacques-Amyot, cimetière nord, institution Saint-Aspais, collège Jacques-Amyot, institution Sainte-Jeanne-d'Arc, tribunal administratif, hôtel de police, collégiale Notre-Dame, musée d'art et d'histoire, Université Paris-Panthéon-Assas - campus de Melun, médiathèque Astrolabe, caisse primaire d'assurance maladie - site de Melun, jardin botanique) - Gares desservies : Savigny-le-Temple - Nandy et Cesson |                                                                                              |                                                                                              |                                                                                              |                                                                                              |                                                                                              |                                                                                              |                                                                                              |                                                                                              |
| 3776  | Autre : - Zone traversée : 5 - Arrêts non accessibles aux UFR : Nicolas Guiard (vers Melun), Mairie - Hôtel de Ville, Gare de Savigny-le-Temple - Nandy, Mairie - Jules Vallès (vers Lieusaint), Jean Moulin (vers Nandy), Collège Robert Buron (vers Nandy), Villemur (vers Nandy), Vénérie, Nandy - Mairie, Résidence des Tilleuls, Clairière, Le Clocher, Place de l'Église, Sidonie Talabot (vers Melun), Fontaine Ronde, Champlatreux et de Collège Grand Parc à Lycée George Sand - Amplitudes horaires : La ligne fonctionne en période scolaire : - du lundi au vendredi à raison de six allers le matin, puis d'un retour le midi, et de cinq l'après-midi, ou un seul le mercredi ; - le samedi à raison de quatre allers le matin et d'un retour le midi. - Particularités : - À Nandy, l'arrêt de départ est Mairie et le terminus est Clairière. - À Melun, les arrêts de départ peuvent être Gambetta ou Centre Culturel. Les terminus peuvent être Despatys, Praslin ou Gambetta. - La ville de Nandy est desservie du lundi au vendredi par un aller-retour. La course aller ne dessert pas collège Grand Parc. La course retour du mercredi dessert la gare de Savigny-le-Temple - Nandy. - Les arrêts Bréviande et Bois Vert sont desservis du lundi au vendredi par un aller et un retour non assuré le mercredi. - Date de dernière mise à jour : 27 juin 2023. |                                                                                              |                                                                                              |                                                                                              |                                                                                              |                                                                                              |                                                                                              |                                                                                              |                                                                                              |
| 3776  | Dernière actualisation : — |                                                                                              |                                                                                              |                                                                                              |                                                                                              |                                                                                              |                                                                                              |                                                                                              |                                                                                              |
| 3777  | Savigny-le-Temple — Médiathèque ⥋ Voisenon — Collège Nazareth | Savigny-le-Temple — Médiathèque ⥋ Voisenon — Collège Nazareth                                | Savigny-le-Temple — Médiathèque ⥋ Voisenon — Collège Nazareth                                | Savigny-le-Temple — Médiathèque ⥋ Voisenon — Collège Nazareth                                | Savigny-le-Temple — Médiathèque ⥋ Voisenon — Collège Nazareth                                | Savigny-le-Temple — Médiathèque ⥋ Voisenon — Collège Nazareth                                | Savigny-le-Temple — Médiathèque ⥋ Voisenon — Collège Nazareth                                | Savigny-le-Temple — Médiathèque ⥋ Voisenon — Collège Nazareth                                | Savigny-le-Temple — Médiathèque ⥋ Voisenon — Collège Nazareth                                |
| 3777  | Ouverture / Fermeture 3 septembre 2018 / — | Longueur —                                                                                   | Durée 30 min                                                                                 | Nb. d’arrêts 15                                                                              | Matériel —                                                                                   | Jours de fonctionnement L, Ma, Me, J, V                                                      | Jour / Soir / Nuit / Fêtes O / N / N / N                                                     | Voy. / an —                                                                                  | Dépôt —                                                                                      |
| 3777  | Desserte : - Villes et lieux desservis : Savigny-le-Temple, Cesson, Vert-Saint-Denis et Voisenon - Gare desservie : Cesson |                                                                                              |                                                                                              |                                                                                              |                                                                                              |                                                                                              |                                                                                              |                                                                                              |                                                                                              |
| 3777  | Autre : - Zone traversée : 5 - Arrêts non accessibles aux UFR : — - Amplitudes horaires : La ligne fonctionne du lundi au vendredi en période scolaire de 7 h 40 à 8 h 10 puis de 16 h 45 à 17 h 15 (lundi, mardi, jeudi et vendredi) / de 12 h 15 à 12 h 45 (le mercredi uniquement). - Date de dernière mise à jour : 19 août 2018. |                                                                                              |                                                                                              |                                                                                              |                                                                                              |                                                                                              |                                                                                              |                                                                                              |                                                                                              |
| 3777  | Dernière actualisation : — |                                                                                              |                                                                                              |                                                                                              |                                                                                              |                                                                                              |                                                                                              |                                                                                              |                                                                                              |
| 3778  | Savigny-le-Temple — Les Ormes ⥋ Voisenon — Collège Nazareth | Savigny-le-Temple — Les Ormes ⥋ Voisenon — Collège Nazareth                                  | Savigny-le-Temple — Les Ormes ⥋ Voisenon — Collège Nazareth                                  | Savigny-le-Temple — Les Ormes ⥋ Voisenon — Collège Nazareth                                  | Savigny-le-Temple — Les Ormes ⥋ Voisenon — Collège Nazareth                                  | Savigny-le-Temple — Les Ormes ⥋ Voisenon — Collège Nazareth                                  | Savigny-le-Temple — Les Ormes ⥋ Voisenon — Collège Nazareth                                  | Savigny-le-Temple — Les Ormes ⥋ Voisenon — Collège Nazareth                                  | Savigny-le-Temple — Les Ormes ⥋ Voisenon — Collège Nazareth                                  |
| 3778  | Ouverture / Fermeture 3 septembre 2018 / — | Longueur —                                                                                   | Durée 50-55 min                                                                              | Nb. d’arrêts 29                                                                              | Matériel —                                                                                   | Jours de fonctionnement L, Ma, Me, J, V                                                      | Jour / Soir / Nuit / Fêtes O / N / N / N                                                     | Voy. / an —                                                                                  | Dépôt —                                                                                      |
| 3778  | Desserte : - Villes et lieux desservis : Savigny-le-Temple, Nandy, Cesson, Vert-Saint-Denis et Voisenon - Gare desservie : Savigny-le-Temple - Nandy |                                                                                              |                                                                                              |                                                                                              |                                                                                              |                                                                                              |                                                                                              |                                                                                              |                                                                                              |
| 3778  | Autre : - Zone traversée : 5 - Arrêts non accessibles aux UFR : — - Amplitudes horaires : La ligne fonctionne du lundi au vendredi en période scolaire de 7 h 20 à 8 h 10 puis de 16 h 45 à 17 h 35 (lundi, mardi, jeudi et vendredi) / de 12 h 15 à 13 h 5 (le mercredi uniquement). - Date de dernière mise à jour : 19 août 2018. |                                                                                              |                                                                                              |                                                                                              |                                                                                              |                                                                                              |                                                                                              |                                                                                              |                                                                                              |
| 3778  | Dernière actualisation : — |                                                                                              |                                                                                              |                                                                                              |                                                                                              |                                                                                              |                                                                                              |                                                                                              |                                                                                              |
| 3779  | Corbeil-Essonnes — Lycée Robert-Doisneau ⥋ Tigery — Petit Sénart | Corbeil-Essonnes — Lycée Robert-Doisneau ⥋ Tigery — Petit Sénart                             | Corbeil-Essonnes — Lycée Robert-Doisneau ⥋ Tigery — Petit Sénart                             | Corbeil-Essonnes — Lycée Robert-Doisneau ⥋ Tigery — Petit Sénart                             | Corbeil-Essonnes — Lycée Robert-Doisneau ⥋ Tigery — Petit Sénart                             | Corbeil-Essonnes — Lycée Robert-Doisneau ⥋ Tigery — Petit Sénart                             | Corbeil-Essonnes — Lycée Robert-Doisneau ⥋ Tigery — Petit Sénart                             | Corbeil-Essonnes — Lycée Robert-Doisneau ⥋ Tigery — Petit Sénart                             | Corbeil-Essonnes — Lycée Robert-Doisneau ⥋ Tigery — Petit Sénart                             |
| 3779  | Ouverture / Fermeture — / — | Longueur —                                                                                   | Durée 20-45 min                                                                              | Nb. d’arrêts 22                                                                              | Matériel —                                                                                   | Jours de fonctionnement L, Ma, Me, J, V, S                                                   | Jour / Soir / Nuit / Fêtes O / N / N / N                                                     | Voy. / an —                                                                                  | Dépôt —                                                                                      |
| 3779  | Desserte : - Villes et lieux desservis : Corbeil-Essonnes, Saint-Germain-lès-Corbeil, Saint-Pierre-du-Perray et Tigery |                                                                                              |                                                                                              |                                                                                              |                                                                                              |                                                                                              |                                                                                              |                                                                                              |                                                                                              |
| 3779  | Autre : - Zone traversée : 5 - Arrêts non accessibles aux UFR : — - Amplitudes horaires : La ligne fonctionne en période scolaire : - du lundi au vendredi de 7 h 35 à 9 h 10 puis de 16 h 5 à 18 h 35 (lundi, mardi, jeudi et vendredi) / de 11 h 45 à 17 h 50 (le mercredi uniquement) ; - le samedi de 7 h 45 à 9 h 20 puis de 11 h 45 à 13 h 10. - Date de dernière mise à jour : 19 août 2018. |                                                                                              |                                                                                              |                                                                                              |                                                                                              |                                                                                              |                                                                                              |                                                                                              |                                                                                              |
| 3779  | Dernière actualisation : — |                                                                                              |                                                                                              |                                                                                              |                                                                                              |                                                                                              |                                                                                              |                                                                                              |                                                                                              |

## Gestion et exploitation
Le réseau de bus de Sénart, tout comme l'ensemble des réseaux de transports en commun franciliens, est organisé par Île-de-France Mobilités. L'exploitation revient, quant à elle, à Transdev Sénart depuis le 1er janvier 2021.

### Parc de véhicules

#### Dépôts
Les véhicules sont remisés dans les Centres Opérationnels Bus (COB) situés sur les communes de Lieusaint, Cesson et Combs-la-Ville. Les dépôts ont pour mission de stocker les différents véhicules, mais également d'assurer leur entretien préventif et curatif. L'entretien curatif ou correctif a lieu quand une panne ou un dysfonctionnement est signalé par un machiniste.

#### Détails du parc
Le réseau de bus de Sénart dispose d'un parc de plus de 100 autobus standards, articulés, midibus, minibus et autocars interurbains :

##### Autobus standards
| Marque        | Modèle               | Nombre | Numéros de parc                                                                  | Période de mise en service           | Affectation | Commentaires |
| ------------- | -------------------- | ------ | -------------------------------------------------------------------------------- | ------------------------------------ | --- | --- |
| Heuliez-Bus   | GX 337 Hybrid        | 1      | 201409                                                                           | Depuis Juin 2016                     | 3704 3711 3712 3713 3714 3722 3723 3735 3771 3772 3773 3774 3776 3777 3778                                                   | Ex-Transdev Lieusaint depuis le 1er janvier 2021 |
| Irisbus       | Citelis Line 12      | 3      | 201377 ; 231317 ; 231321                                                         | Entre Juin 2007 et Décembre 2007     | 3703 | 201377 : Ex-Transdev Lieusaint depuis le 1er janvier 2021 231317 et 231321 : Ex-Keolis Versailles depuis le 1er janvier 2025 |
| Irisbus       | Créalis Néo 12       | 3      | 201386 ; 201388-201389                                                           | Entre Février 2011 et Mai 2011       | Tzen 1 | Ex-Transdev Lieusaint depuis le 1er janvier 2021 Véhicules en cours de réforme depuis le 1er septembre 2024 |
| Iveco Bus     | Urbanway 12 GNV      | 40     | 201045-201055 ; 201064-201071 ; 231005-231011 ; 241001-241009 ; 241152-241156    | Entre Août 2020 et Octobre 2024      | 3702 3703 3704 3711 3712 3713 3714 3722 3723 3724 3725 3726 3727 3735 3751 3752 3771 3772 3773 3774 3775 3776 3777 3778 3779 | 201045-201055 et 201064-201071 : Ex-Transdev Lieusaint depuis le 1er janvier 2021 |
| Mercedes-Benz | Citaro C2            | 25     | 201402-201404 ; 201406-201408 ; 201410-201422 ; 201424-201426 ; 201434-201435    | Entre Octobre 2014 et Octobre 2018   | 3702 3703 3704 3705 3722 3723 3724 3725 3726 3727 3732 3733 3734 3735 3736 3737 3741 3742 3743 3744 3751 3752 3775 3779      | 201402-201403, 204106-201408, 201410-201416, 201421-201422, 201424-201426, 201434-201435 : Ex-Transdev Lieusaint depuis le 1er janvier 2021 201404 : Ex-Transdev Vaux-le-Pénil depuis le 1er janvier 2021 201417-201420 : Ex-Transdev TCC depuis le 1er janvier 2021                     |
| Mercedes-Benz | Citaro Facelift      | 15     | 93368 ; 201366-201368 ; 201370 ; 201375 ; 201391-201392 ; 201394-201399 ; 231571 | Entre Janvier 2007 et Septembre 2013 | 3702 3703 3704 3705 3722 3723 3724 3725 3726 3727 3732 3733 3734 3735 3736 3737 3741 3742 3743 3744 3751 3752 3775 3779      | 201366-201368, 201375, 201391-201392, 201398-201399 : Ex-Transdev Lieusaint depuis le 1er janvier 2021 201370, 201394-201397 : Ex-Transdev TCC depuis le 1er janvier 2021 93368 : Ex-Transdev N'4 Mobilités depuis le 1er mai 2023 231571 : Ex-Transdev Interval depuis le 1er août 2023 |
| Mercedes-Benz | Citaro Facelift BHNS | 1      | 201372                                                                           | Depuis Mars 2010                     | 3702 3703 3704 3722 3723 3724 3725 3726 3727 3751 3752 3775 3779                                                             | Ex-Transdev Vaux-le-Pénil depuis le 1er janvier 2021 |

##### Autobus articulés
| Marque        | Modèle            | Nombre | Numéros de parc                                                 | Période de mise en service          | Affectation                                                 | Commentaires |
| ------------- | ----------------- | ------ | --------------------------------------------------------------- | ----------------------------------- | ----------------------------------------------------------- | --- |
| Irisbus       | Citélis 18        | 1      | 202025                                                          | Depuis Janvier 2007                 | En réserve                                                  | Ex-Transdev Lieusaint depuis le 1er janvier 2021 |
| Iveco Bus     | Urbanway 18 GNV   | 10     | 242014-242016 ; 242089-242092 ; 242098-242099 ; 2421000         | Entre Novembre 2020 et Janvier 2025 | Tzen 1 3703 3724 3725 3751 3752 3775 3779                   | Le 202038, mis en service en Novembre 2020, a brûlé lors d'un incendie au dépôt de Lieusaint le 1er septembre 2024 |
| Mercedes-Benz | Citaro G C2       | 15     | 202030 ; 202032-202034 ; 202037 ; 242119-242120 ; 242126-242132 | Entre Avril 2014 et Juin 2016       | 3703 3711 3712 3713 3714 3724 3725 3751 3752 3772 3775 3779 | 202030, 202032-202033 et 202037 : Ex-Transdev TCC depuis le 1er janvier 2021 202034 : Ex-Transdev Lieusaint depuis le 1er janvier 2021 242119-242120, 242126, 242128, 242130-242131 : Ex-RATP depuis le 1er septembre 2024 242127 et 242132 : Ex-RATP depuis le 1er octobre 2024 242129 : Ex-RATP depuis le 1er décembre 2024 |
| Mercedes-Benz | Citaro G Facelift | 4      | 202026-202027 ; 202029 ; 202039                                 | Entre Janvier 2009 et Octobre 2013  | 3703 3711 3712 3713 3714 3724 3725 3751 3752 3772 3775 3779 | 202026 : Ex-Transdev TCC depuis le 1er janvier 2021 202027, 202029 et 202039 : Ex-Transdev Lieusaint depuis le 1er janvier 2021 Le 202028, mis en service en Juillet 2012, a brûlé lors d'un incendie au dépôt de Lieusaint le 1er septembre 2024                                                                             |

##### Midibus
| Marque        | Modèle      | Nombre | Numéro de parc | Mise en service     | Affectation | Commentaires                                     |
| ------------- | ----------- | ------ | -------------- | ------------------- | ----------- | ------------------------------------------------ |
| Mercedes-Benz | Citaro K C2 | 1      | 203026         | Depuis Octobre 2014 | 3722 3753   | Ex-Transdev Lieusaint depuis le 1er janvier 2021 |
| Heuliez       | GX 137 L    | 6      | 203027-203032  | Depuis Octobre 2018 | 3722 3753   | Ex-Transdev Lieusaint depuis le 1er janvier 2021 |

##### Minibus
| Marque        | Modèle           | Nombre | Numéros de parc | Mise en service       | Affectation | Commentaires                                     |
| ------------- | ---------------- | ------ | --------------- | --------------------- | ----------- | ------------------------------------------------ |
| Integralia    | In-Urban         | 1      | 204003          | Depuis Décembre 2017  | 3753        | Ex-Transdev Lieusaint depuis le 1er janvier 2021 |
| Mercedes-Benz | Sprinter City 35 | 1      | 204002          | Depuis Septembre 2014 | 3753        | Ex-Transdev Lieusaint depuis le 1er janvier 2021 |

##### Autocars
| Marque        | Modèle           | Nombre | Numéros de parc                        | Période de mise en service          | Affectation    | Commentaires |
| ------------- | ---------------- | ------ | -------------------------------------- | ----------------------------------- | -------------- | --- |
| Iveco Bus     | Crossway         | 1      | 237226                                 | Depuis Novembre 2007                | 3754 3755 7715 | Ex-Transdev Nemours depuis le 1er août 2023 |
| Iveco Bus     | Crossway Line NP | 10     | 207010-207011 ; 207021-207027 ; 237103 | Entre Novembre 2020 et Octobre 2023 | 3754 3755 7715 | 207010-207011, 207021 et 207026 : Ex-Transdev Lieusaint depuis le 1er janvier 2021 207023, 207027 : Ex-Transdev Lieusaint depuis le 1er février 2021 207024-207025 : Ex-Transdev Lieusaint depuis le 1er mars 2021 207022 : Ex-Ceobus depuis le 1er mars 2024 |
| Mercedes-Benz | Intouro II M     | 1      | 217056                                 | Depuis Août 2014                    | 3754 3755 7715 | Ex-Transdev Saint-Fargeau-Ponthierry depuis le 1er juillet 2024 |

### Tarification et fonctionnement

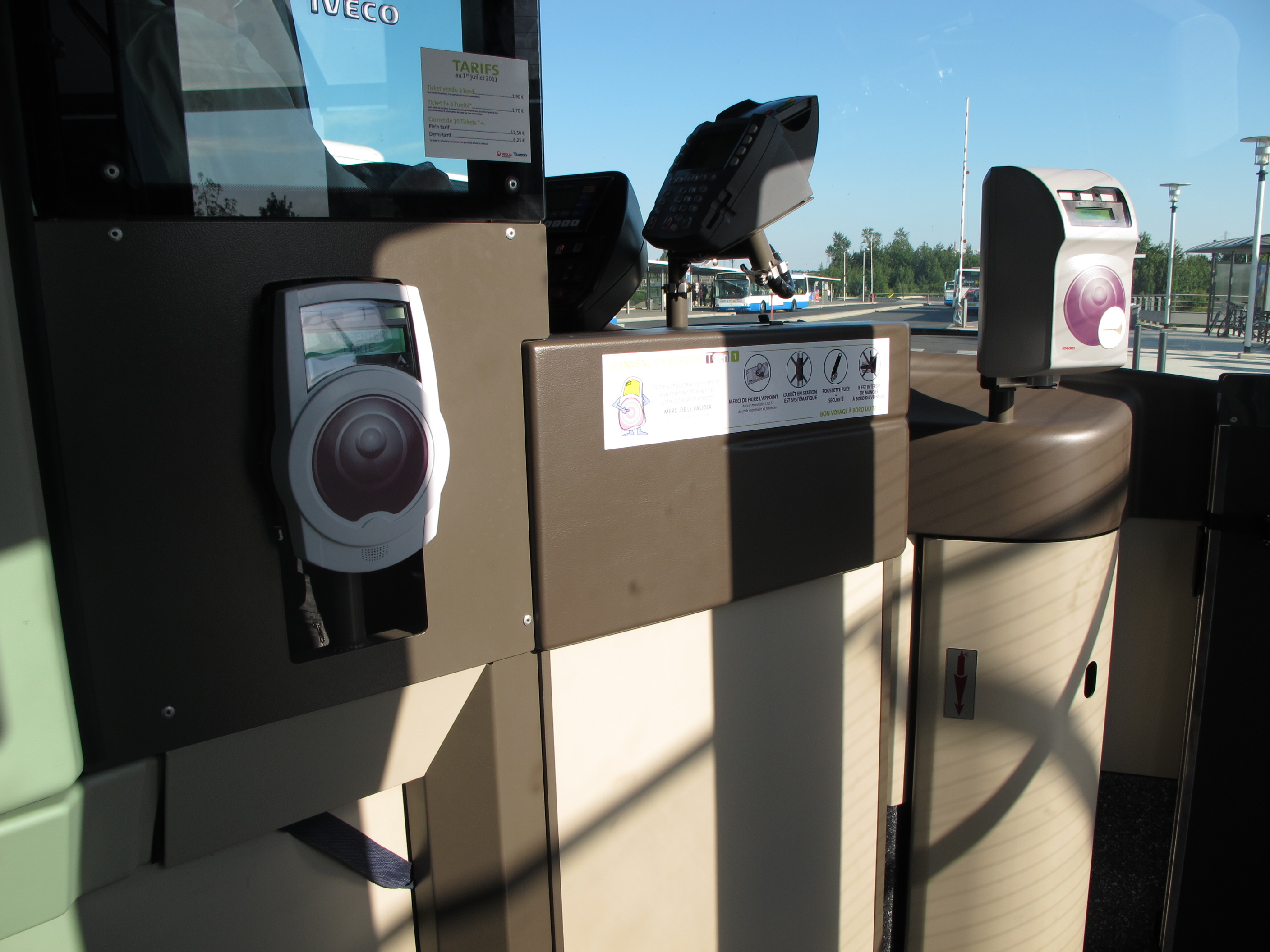
Validateurs pour passes Navigo (à gauche) et pour tickets carton (à droite) présents dans les bus et tramway.

La tarification des lignes d'autobus d'Île-de-France est unifiée et accessible avec les mêmes abonnements. Un ticket « bus-tram », qui remplace le ticket t+ au 1er janvier 2025, permet un trajet simple quelle que soit la distance, avec une ou plusieurs correspondances possibles avec les autres lignes de bus et de tramway pendant une durée maximale de 1 h 30 entre la première et dernière validation. En revanche, un ticket validé dans un bus ne permet pas d'emprunter le métro, ni le Transilien et le RER. Les lignes Orlybus et Roissybus, assurant de façon directe les dessertes aéroportuaires via autoroute, disposent d'une tarification spécifique mais sont accessibles avec les abonnements habituels.
Les tarifs des billets et abonnements dont le montant est limité par décision politique ne couvrent pas les frais réels de transport. Le manque à gagner est compensé par l'autorité organisatrice, Île-de-France Mobilités, présidée depuis 2005 par le président du conseil régional d'Île-de-France et composé d'élus locaux. Elle définit les conditions générales d'exploitation ainsi que la durée et la fréquence des services. L'équilibre financier du fonctionnement est assuré par une dotation globale annuelle aux transporteurs de la région grâce au versement mobilité payé par les entreprises et aux contributions des collectivités publiques.

## Galerie de photographies

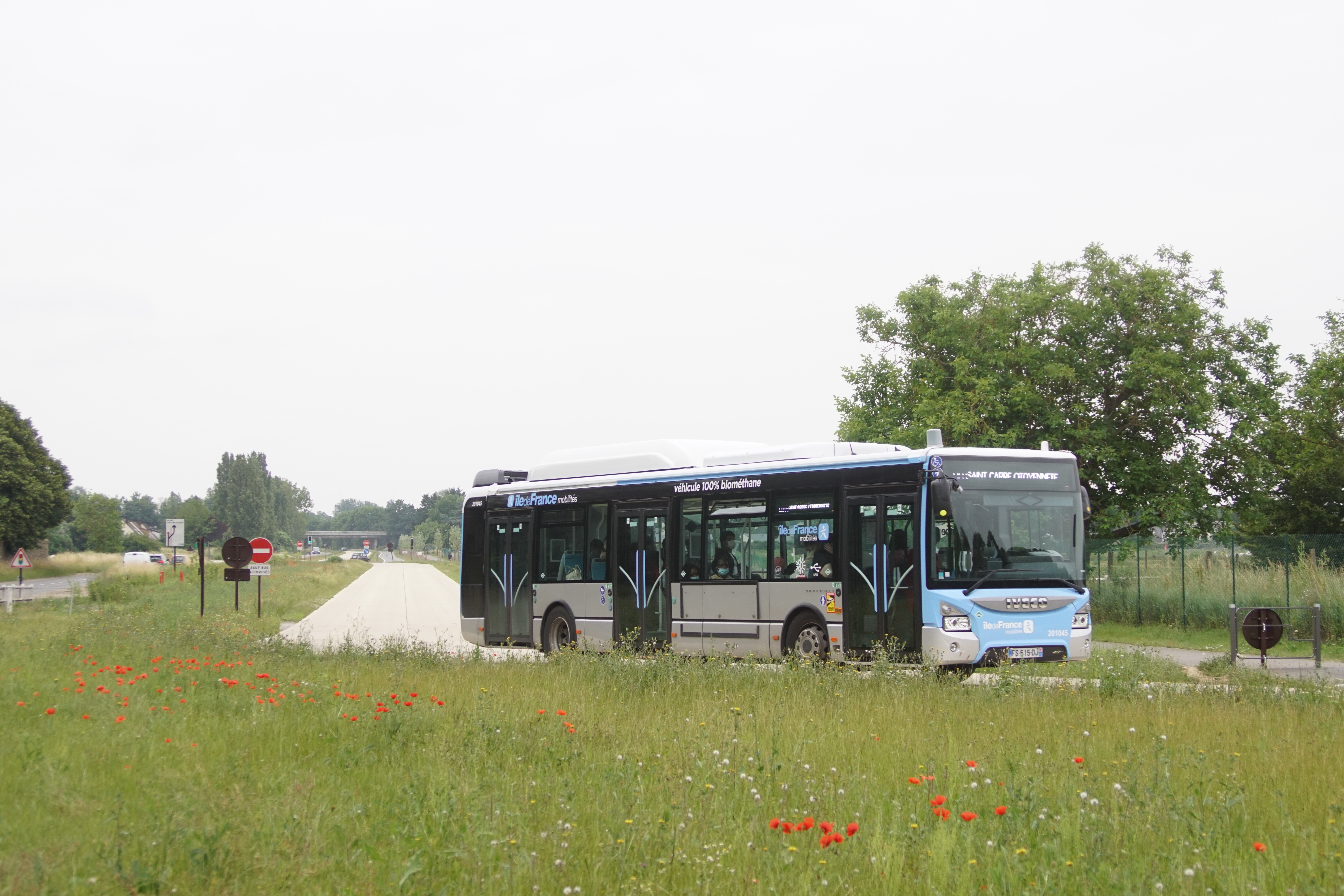
Iveco Bus Urbanway 12 GNV sur la ligne Citalien à Lieusaint, empruntant le site propre de la future ligne 2 du T Zen.
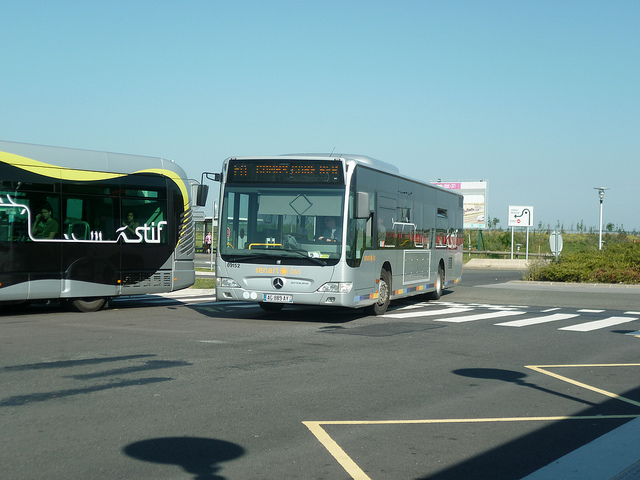
Citaro II Facelift et Créalis Neo 12 sur la ligne 1 du T Zen en gare de Lieusaint - Moissy.
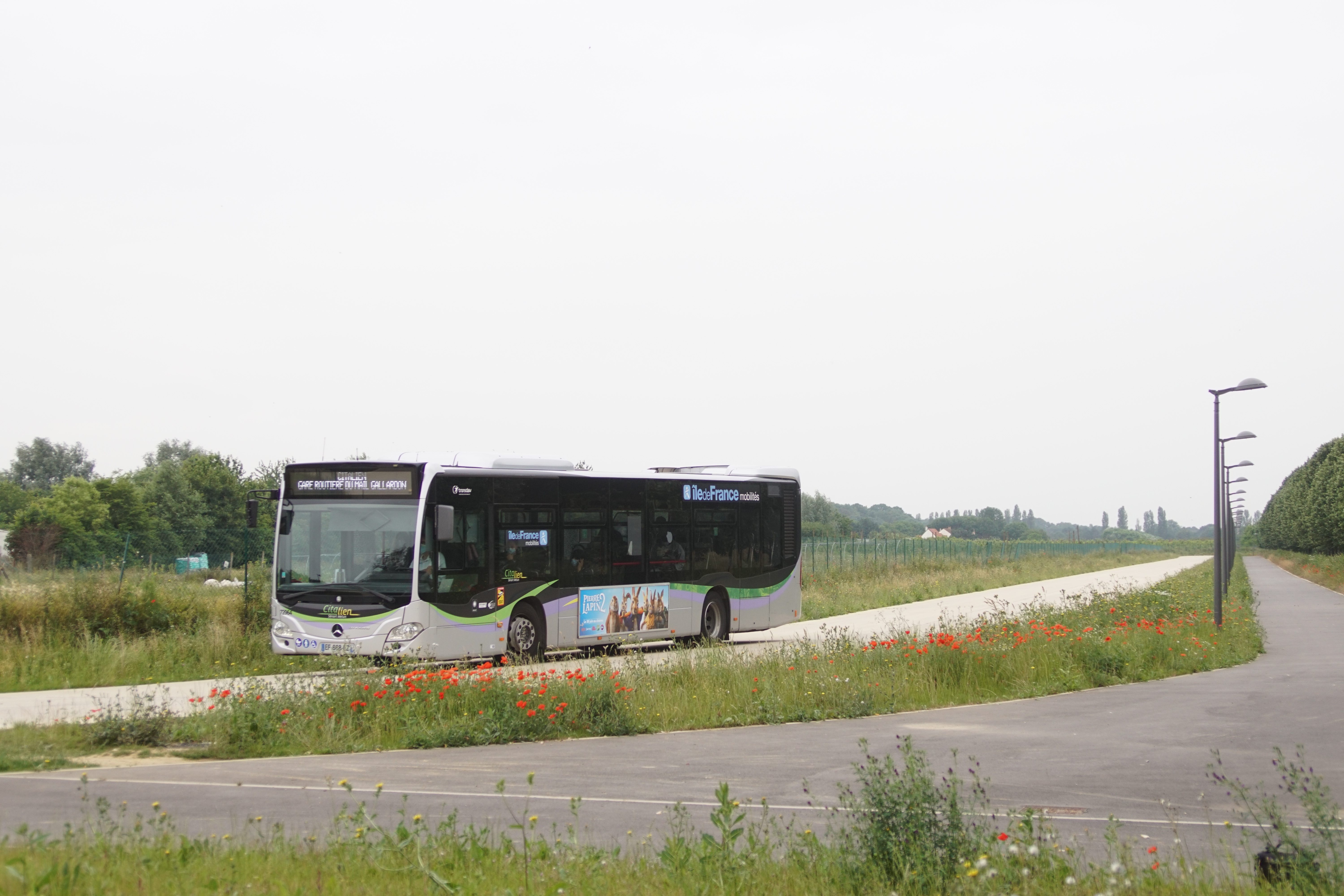
Mercedes-Benz Citaro sur la ligne Citalien à Lieusaint, empruntant le site propre de la future ligne 2 du T Zen.
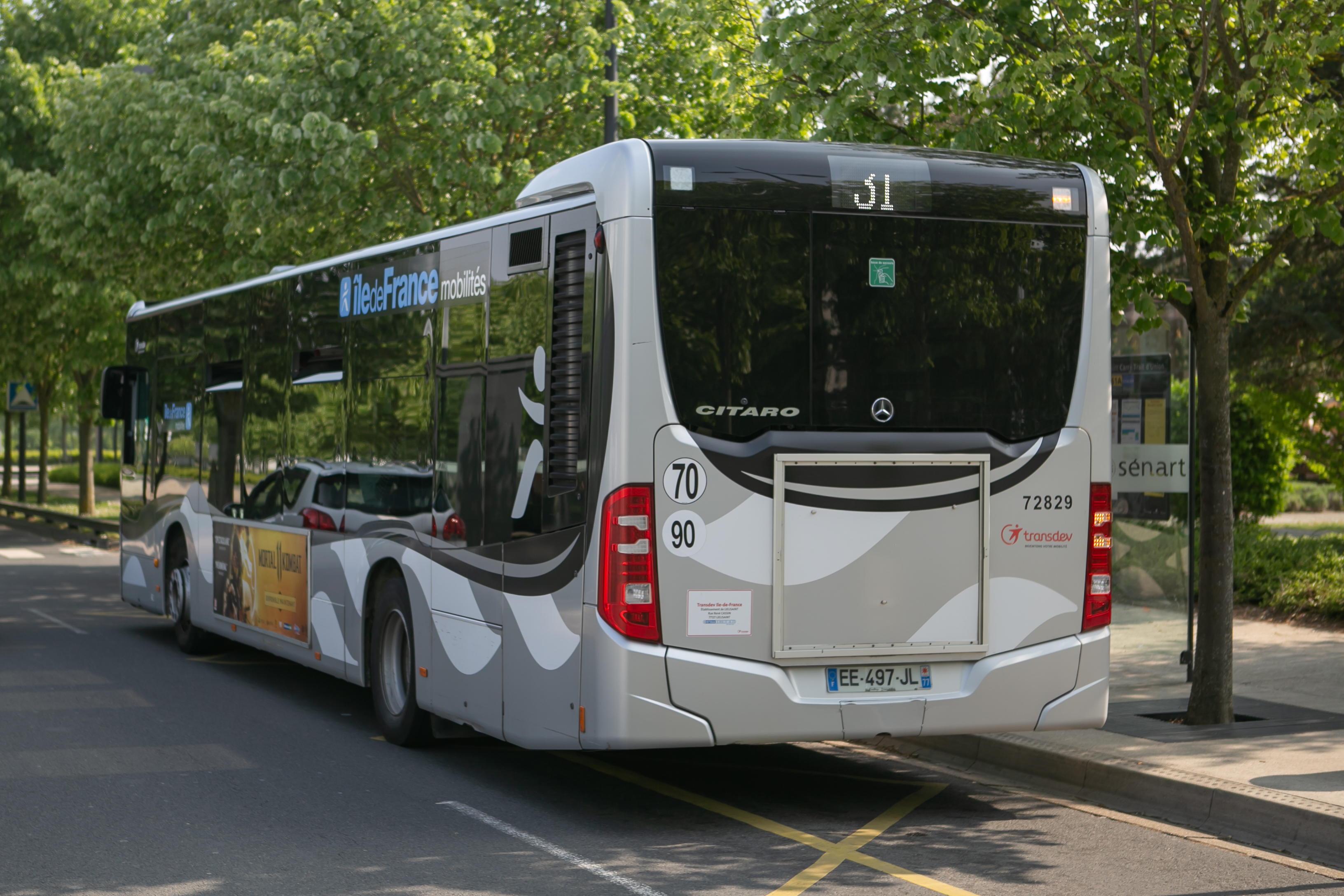
Mercedes-Benz Citaro à Lieusaint sur la ligne 31.
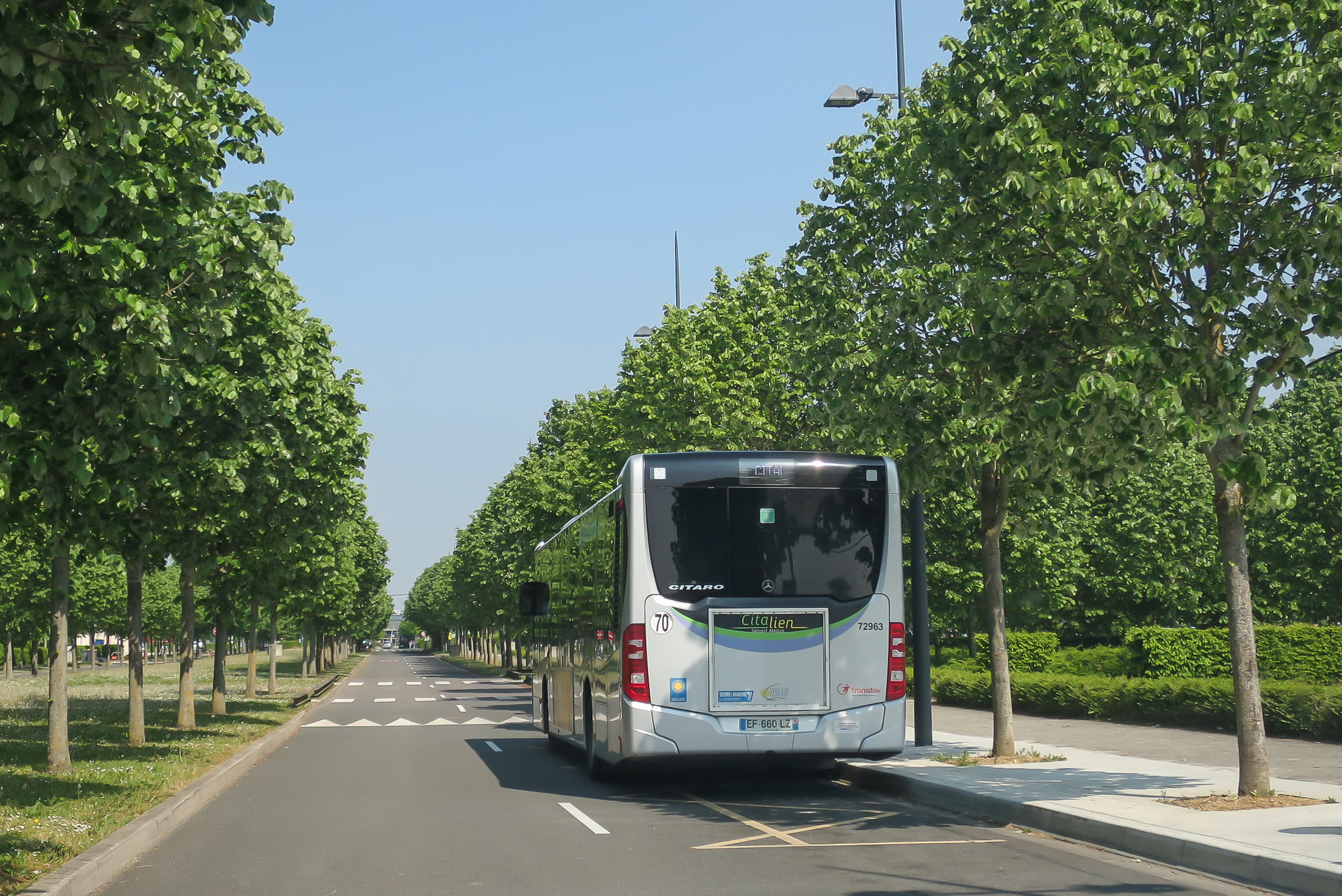
Mercedes-Benz Citaro à Lieusaint sur la ligne Citalien.
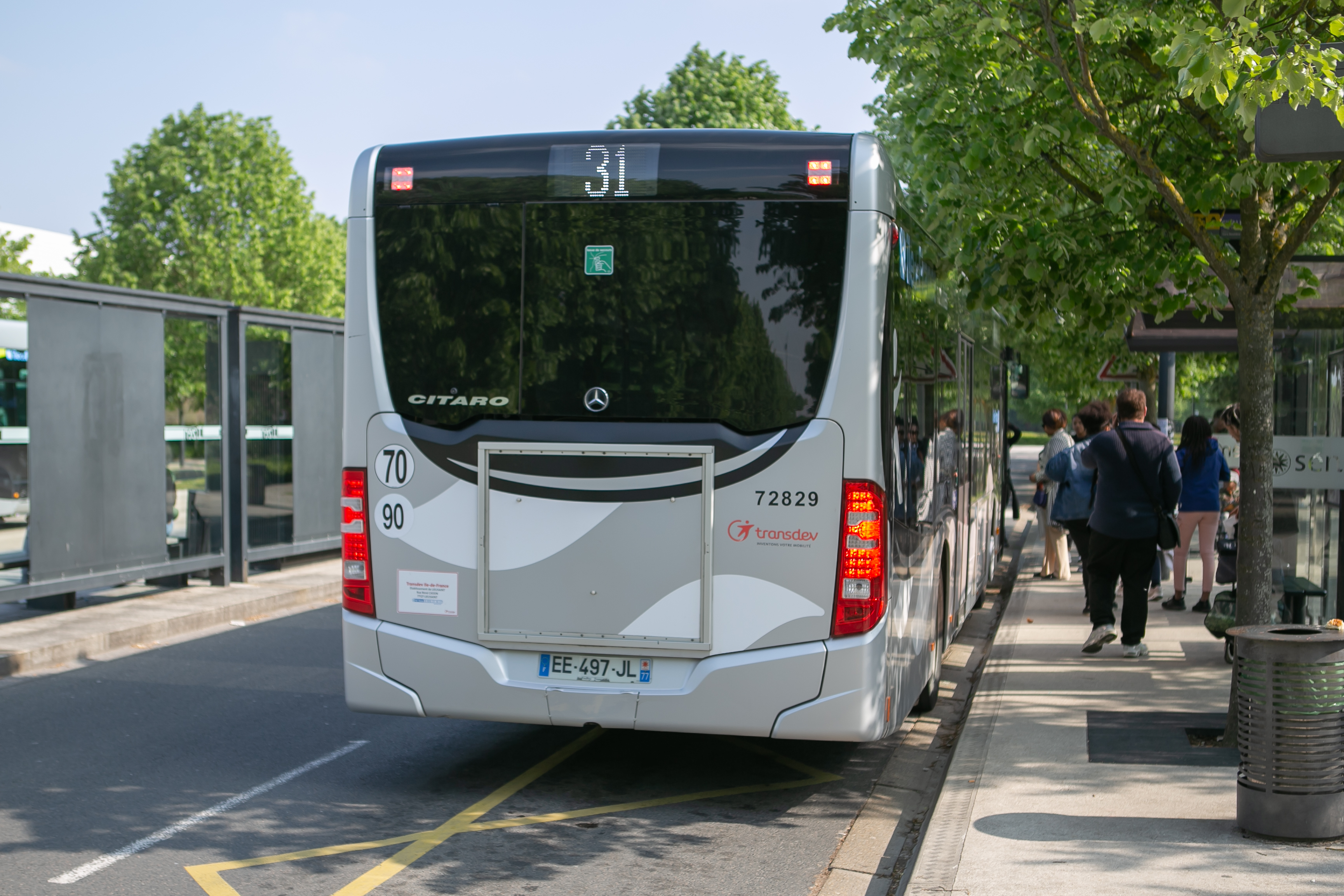
Mercedes-Benz Citaro à Lieusaint sur la ligne 31.
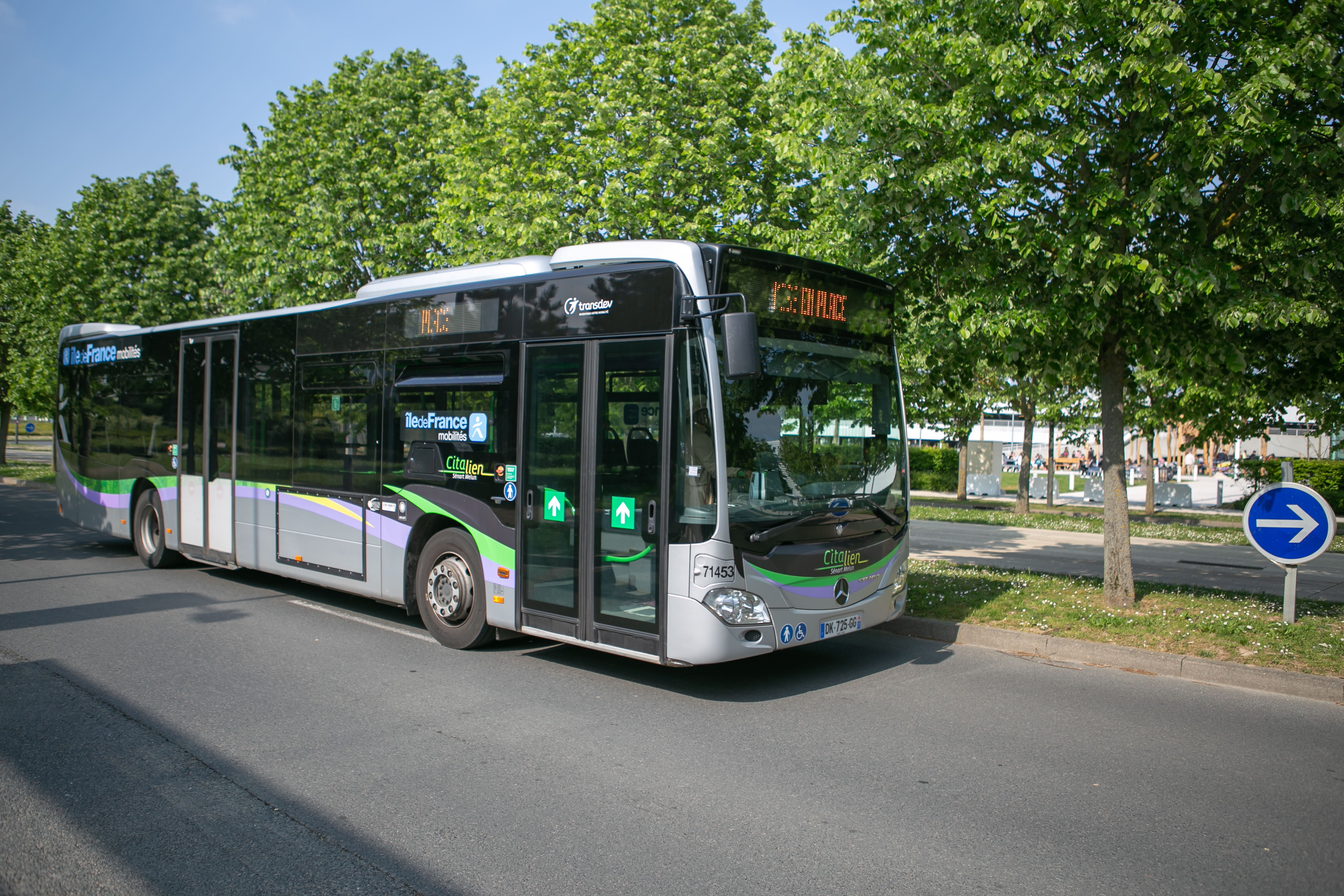
Mercedes-Benz Citaro à Lieusaint sur la ligne Citalien.
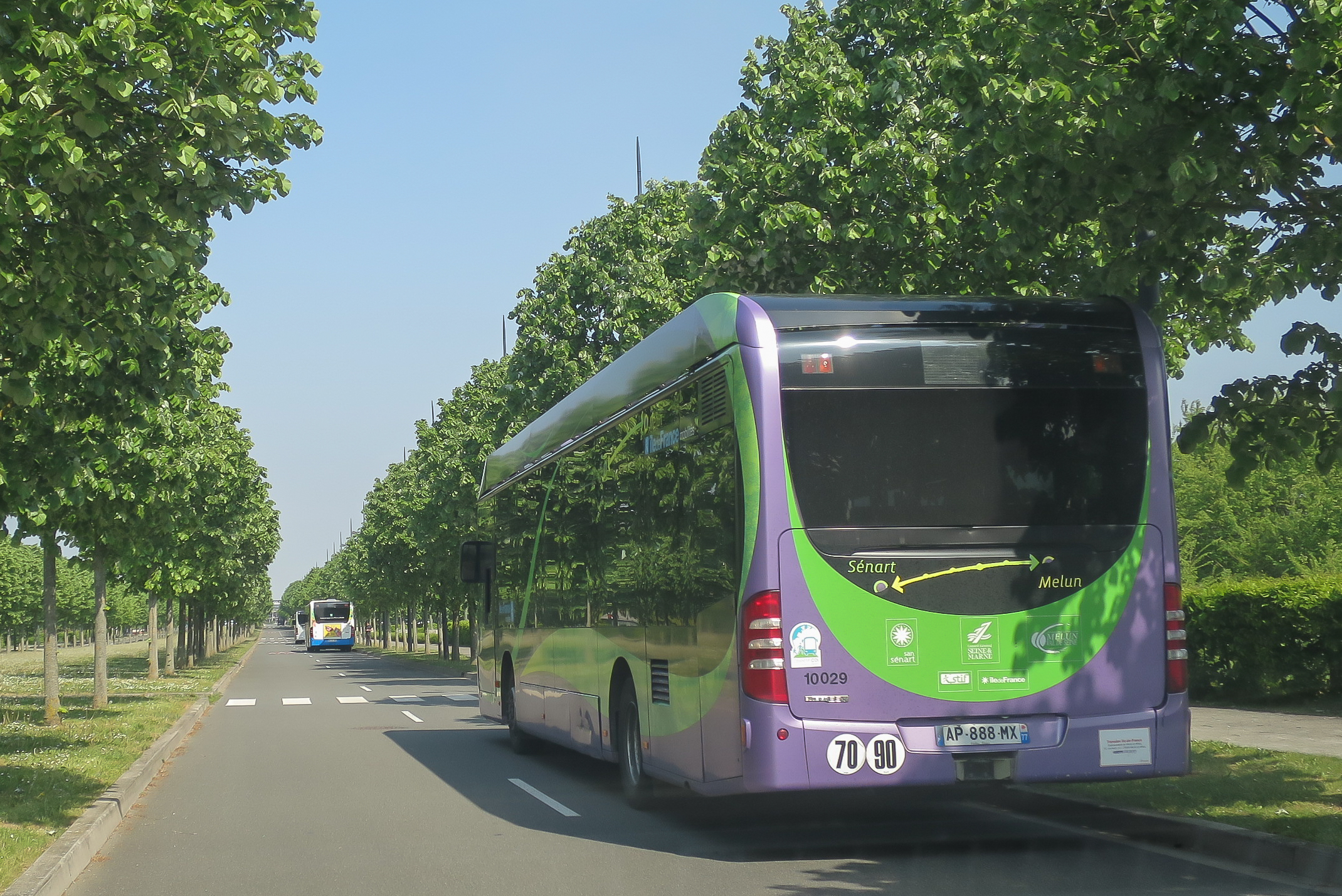
Mercedes-Benz Citaro BHNS à Lieusaint.
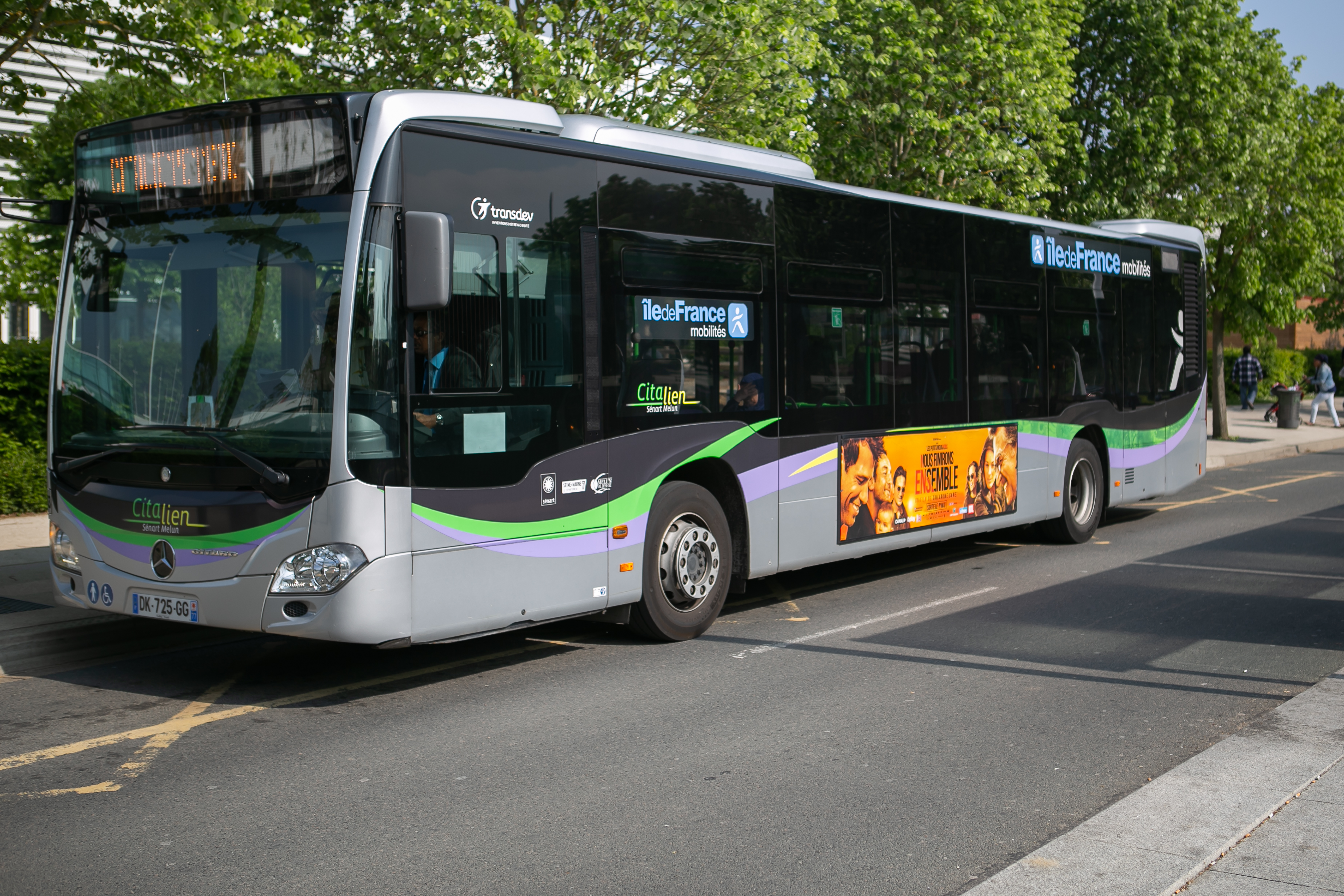
Mercedes-Benz Citaro à Lieusaint sur la ligne Citalien.
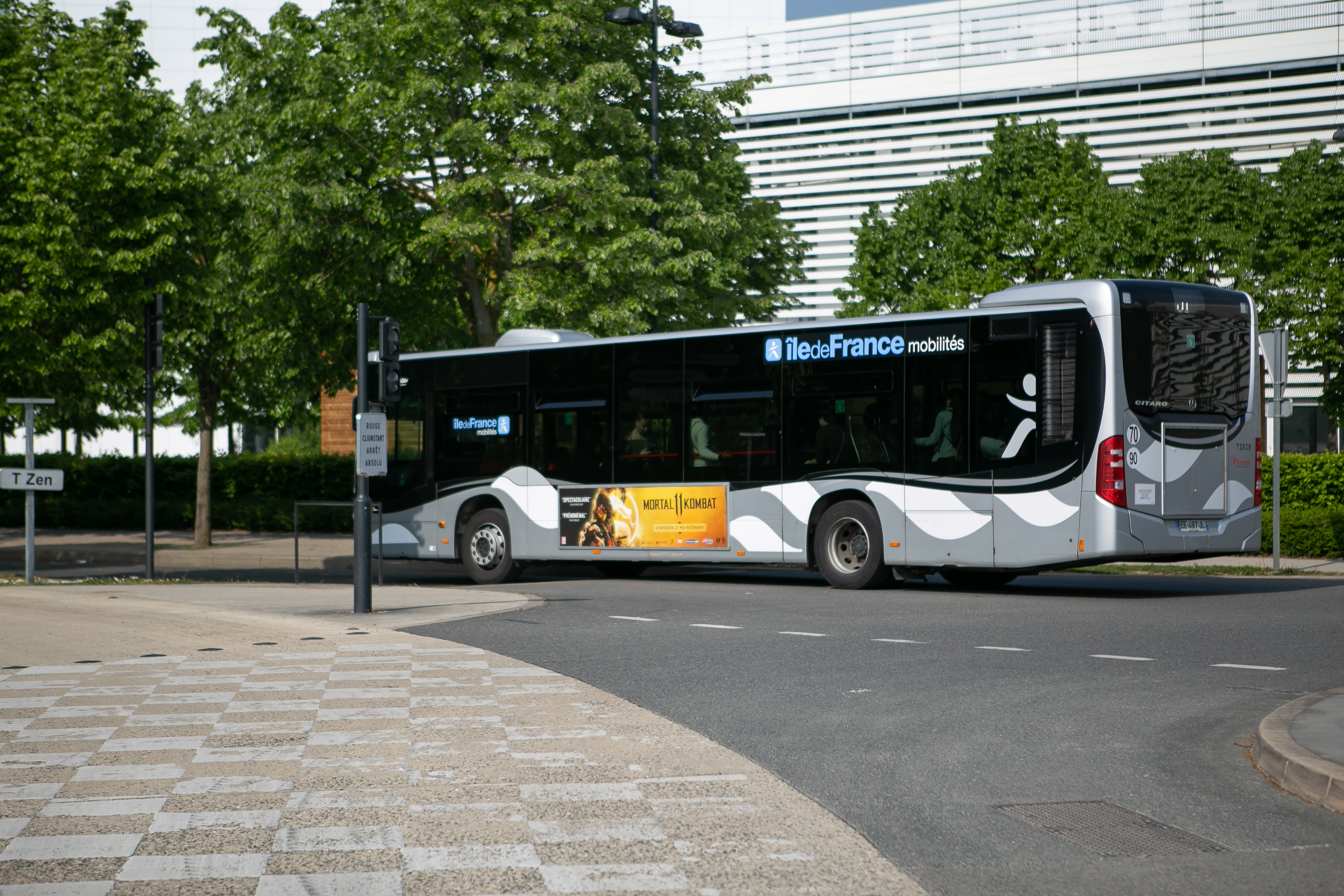
Mercedes-Benz Citaro à Lieusaint sur la ligne 31.
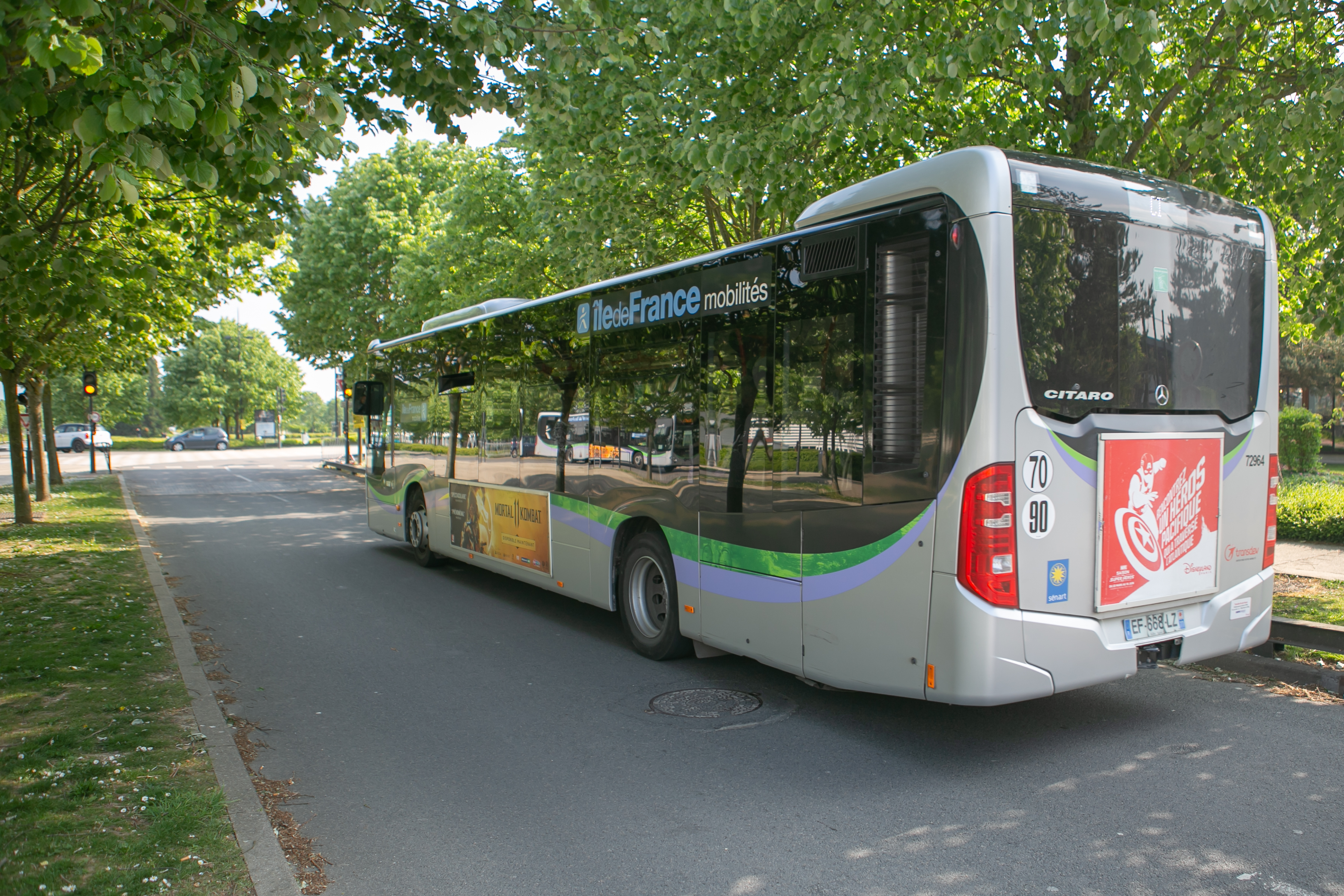
Mercedes-Benz Citaro à Lieusaint sur la ligne Citalien.
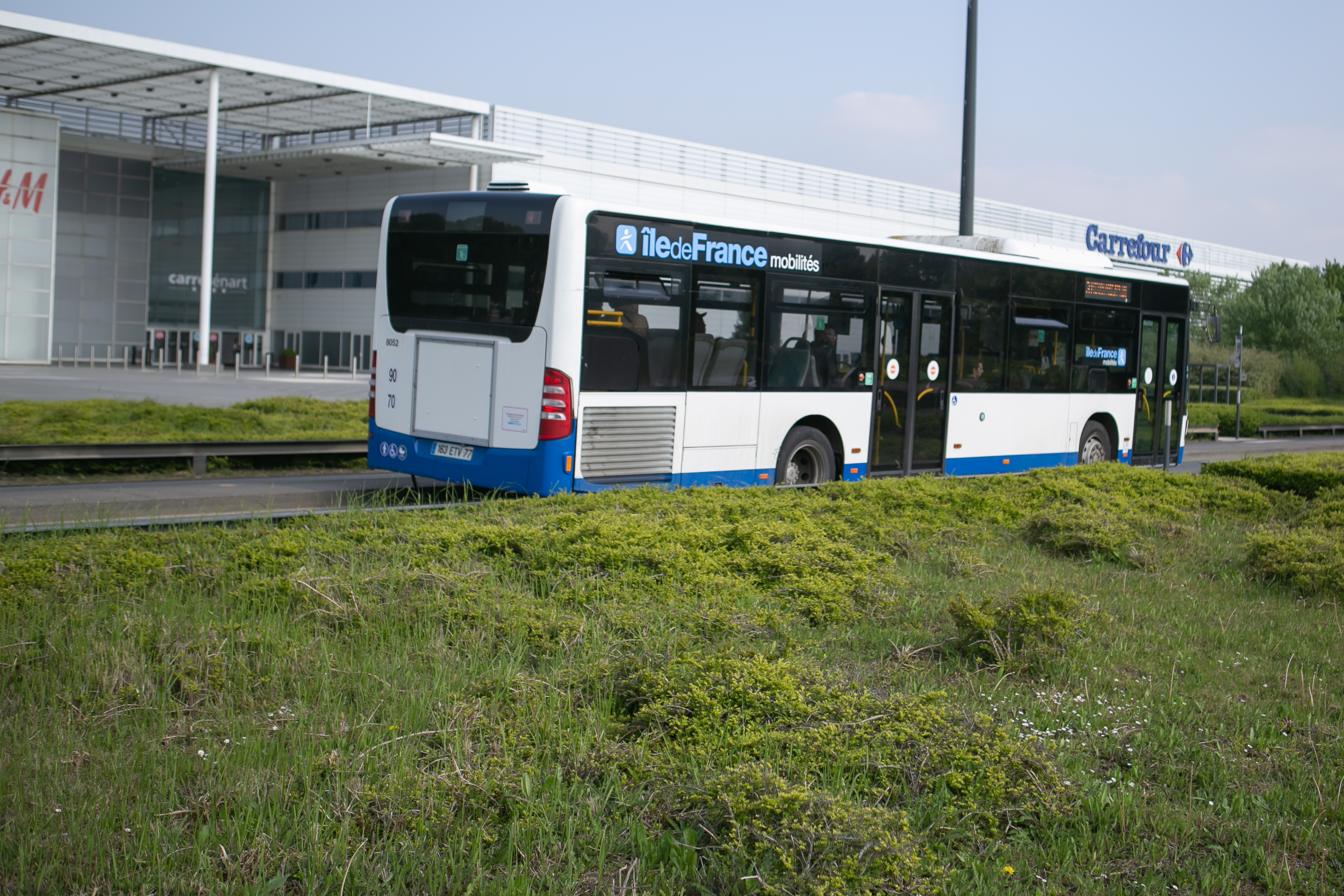
Mercedes-Benz Citaro à Lieusaint.
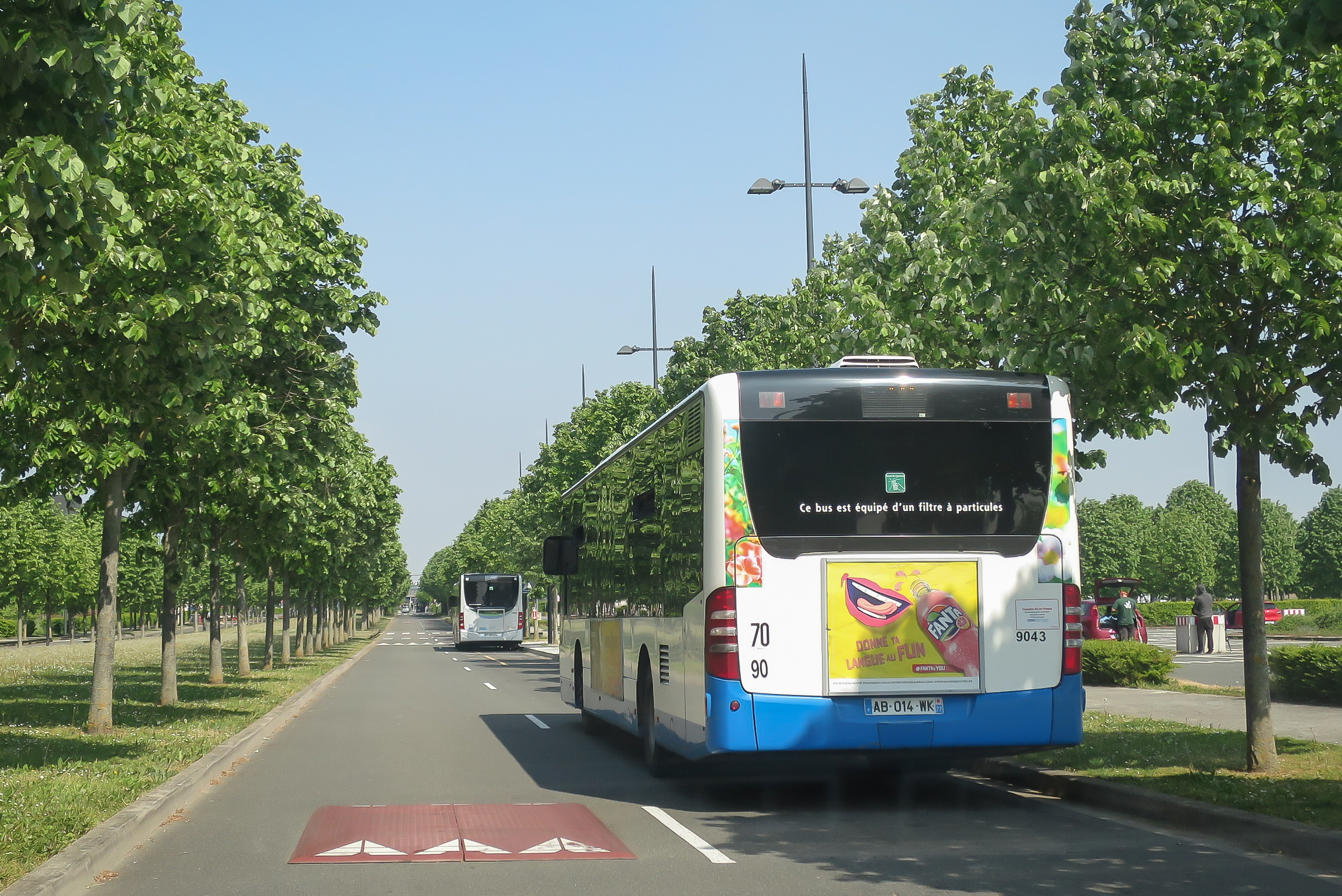
Mercedes-Benz Citaro à Lieusaint.
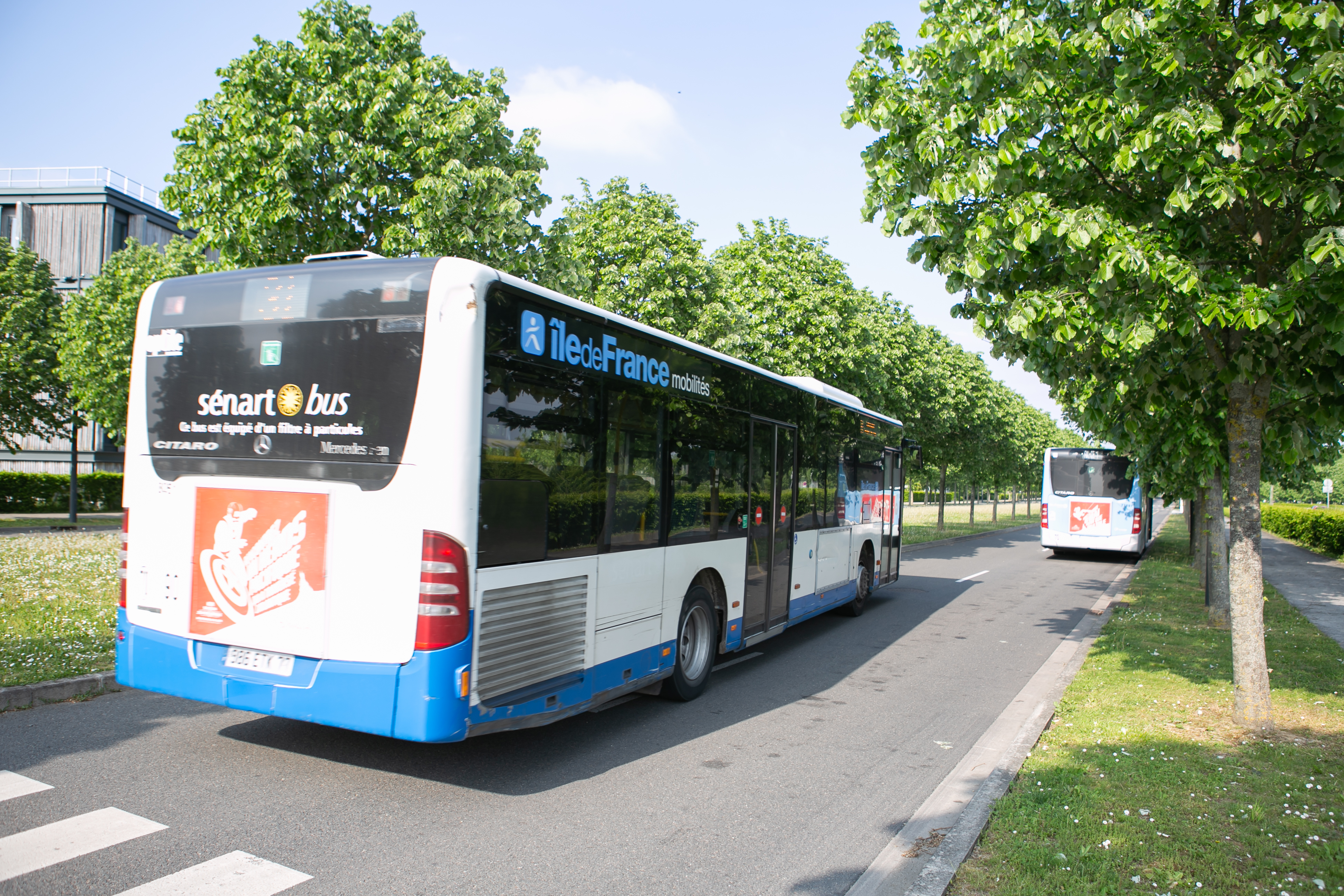
Mercedes-Benz Citaro à Lieusaint sur la ligne 31.
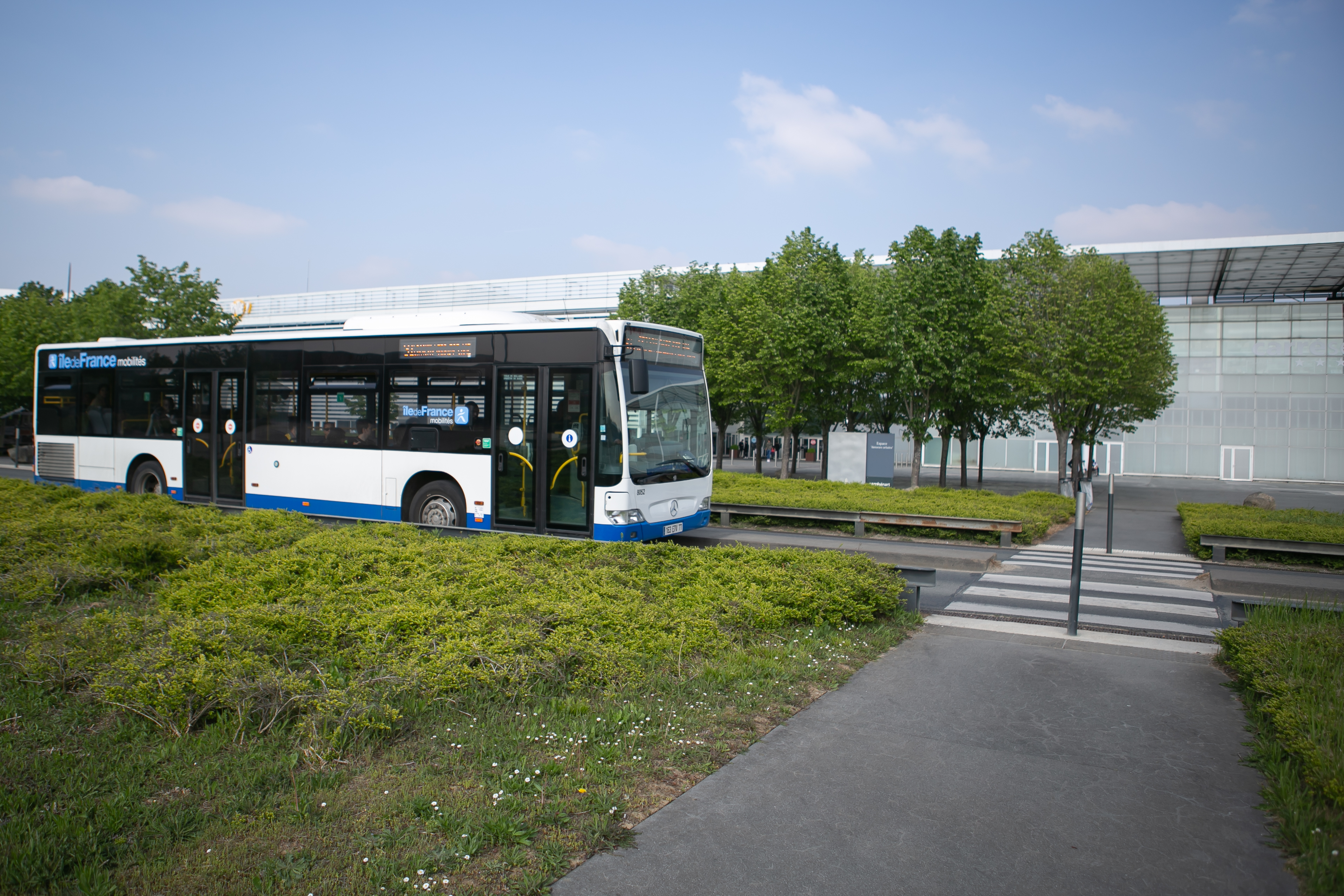
Mercedes-Benz Citaro à Lieusaint.
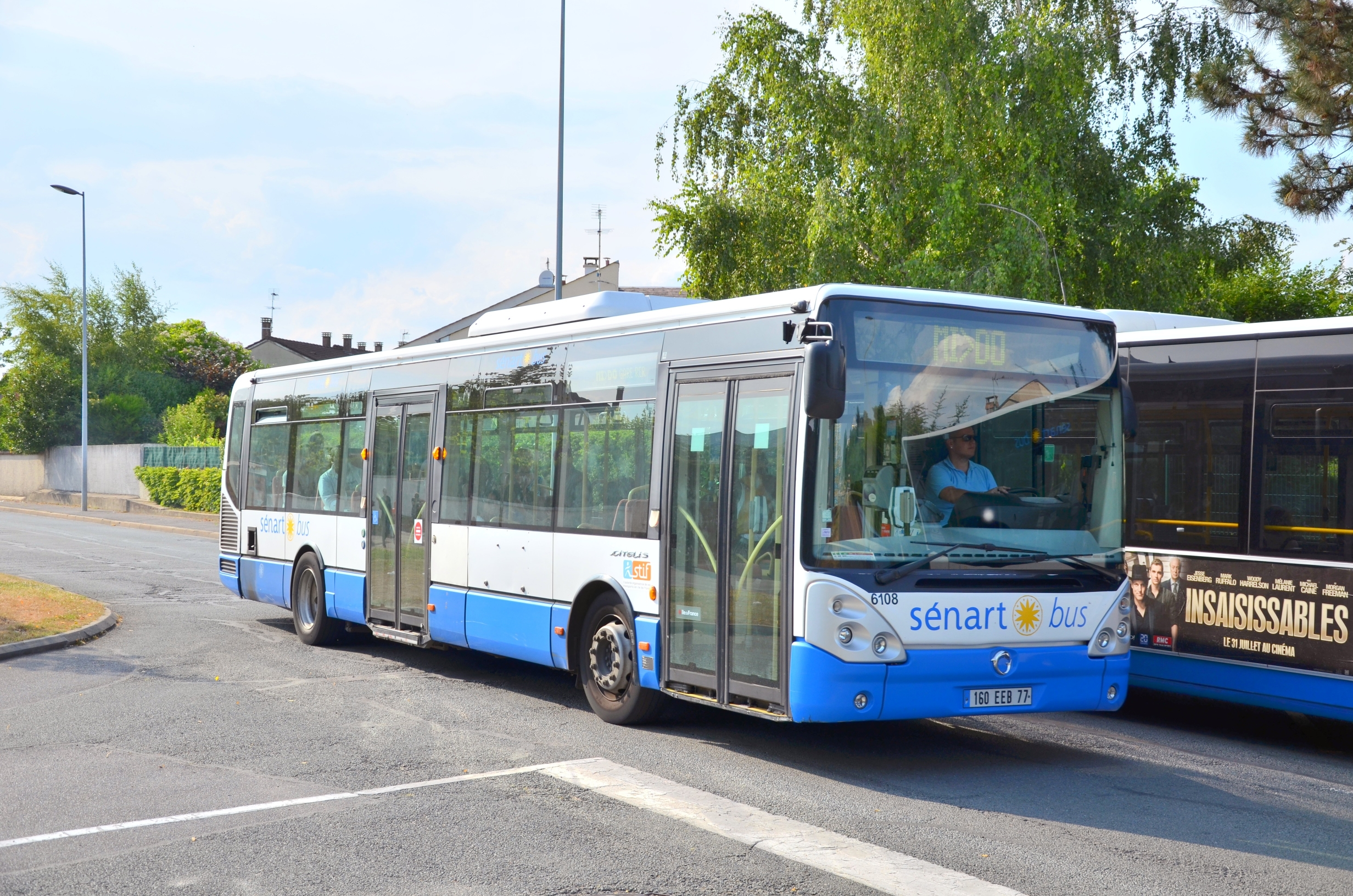
Irisbus Citélis Line sur la ligne DO/MI à Combs-la-Ville.
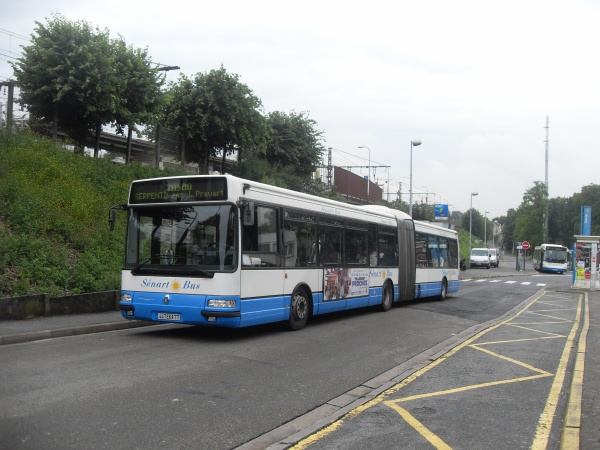
Irisbus Agora L sur la ligne MI en gare de Combs-la-Ville - Quincy.
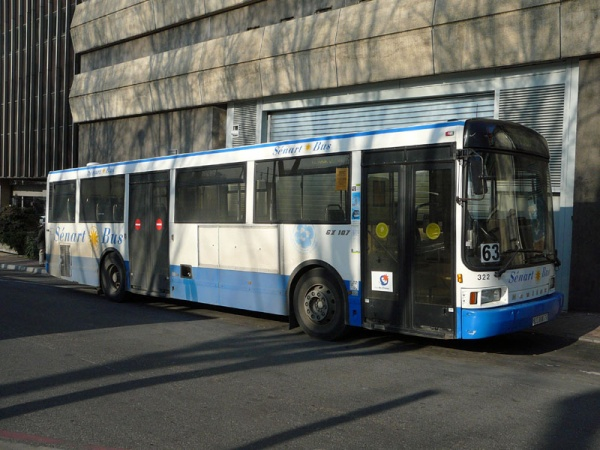
Heuliez GX 107 en gare de Melun.

## Identité visuelle

Ancien logo de la ligne Citalien.